# Privas
Pour l’article ayant un titre homophone, voir Priva.
Privas (prononcé [pʁi.va] (En occitan vivaro-alpin Privàs en graphie classique de l'occitan, Priva en norme mistralienne, Privâ en norme bonnaudienne, Privaz dans les textes anciens médiévaux de l'ancien occitan sous influence graphique du francoprovençal voisin) est une commune du Sud-Est de la France chef-lieu du département de l'Ardèche, en région Auvergne-Rhône-Alpes.
C'est la moins peuplée des préfectures de France avec 8 313 habitants d'après le dernier recensement de l'Insee en 2022. Située au cœur du bassin privadois et ville-siège de la communauté d'agglomération Privas Centre Ardèche, la ville se trouve à 42 km au sud-ouest de Valence, préfecture de la Drôme.
Historiquement la cité fut un des foyers du protestantisme français lors des guerres de Religion. Elle est également la ville natale de Clément Faugier qui lança une entreprise spécialisée dans les recettes à base de la célèbre châtaigne de l'Ardèche à la fin du XIXe siècle. À ce titre, Privas s'est déclarée, avec Aubenas, capitale du marron glacé et de la crème de marrons.
Ses habitants sont dénommés les Privadois.

## Géographie

### Situation
La ville est située au pied du plateau du Coiron dans la vallée de l'Ouvèze, au cœur de l'ancienne province du Vivarais, devenue en 1789, le département Ardèche, à quelques kilomètres à l'ouest du Rhône. Son extrémité est à la confluence du ruisseau le Mézayon et de l'Ouvèze et la ville est traversée par un affluent du Mézayon, le ruisseau le Charalon. La ville se situe à environ 30 minutes (par la route) de l'agglomération valentinoise.
La commune de Privas se positionne également dans la région naturelle du bassin privadois ainsi que dans la communauté d'agglomération de Privas Centre Ardèche dont elle est la ville siège. Cette communauté intègre également les deux vallées de l'Ouvèze et de la Payre jusqu'au Rhône.
Le centre de Privas est situé (par la route) à 142 kilomètres de Lyon, ville siège de la préfecture de région, 135 kilomètres de Grenoble, ville siège de la région académique, 209 kilomètres de Marseille et 602 kilomètres de Paris.

### Géologie et relief

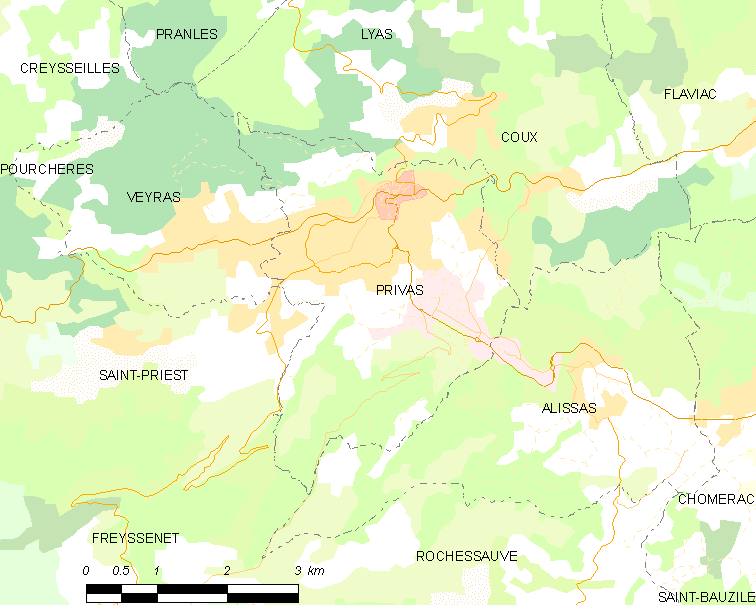
Carte de la commune de Privas et des proches communes.

Situé au sud et à l'ouest de l'agglomération de Privas, le plateau du Coiron, un ensemble de hauteurs et plateaux basaltiques bien individualisés par une forte rupture de pente, forme une barrière massive, boisée et sombre. C'est une élévation d'origine volcanique allant de 500 mètres á plus de 1 000 mètres d'altitude.

### Communes limitrophes
Les communes limitrophes sont Alissas, Coux, Freyssenet, Lyas, Saint-Priest et Veyras.
| Veyras       | Lyas    | Coux    |
| Saint-Priest | Privas  | Coux    |
| Freyssenet   | Alissas | Alissas |

### Climat
Pour des articles plus généraux, voir Climat d'Auvergne-Rhône-Alpes et Climat de l'Ardèche.
En 2010, le climat de la commune est de type climat méditerranéen altéré, selon une étude du CNRS s'appuyant sur une série de données couvrant la période 1971-2000. En 2020, Météo-France publie une typologie des climats de la France métropolitaine dans laquelle la commune est dans une zone de transition entre le climat de montagne et le climat méditerranéen et est dans la région climatique Provence, Languedoc-Roussillon, caractérisée par une pluviométrie faible en été, un très bon ensoleillement (2 600 h/an), un été chaud (21,5 °C), un air très sec en été, sec en toutes saisons, des vents forts (fréquence de 40 à 50 % de vents > 5 m/s) et peu de brouillards.
Pour la période 1971-2000, la température annuelle moyenne est de 12,5 °C, avec une amplitude thermique annuelle de 17,6 °C. Le cumul annuel moyen de précipitations est de 1 065 mm, avec 7 jours de précipitations en janvier et 4,7 jours en juillet. Pour la période 1991-2020, la température moyenne annuelle observée sur la station météorologique de Météo-France la plus proche, « Chomérac Sa_rce », sur la commune de Chomérac à 6 km à vol d'oiseau, est de 13,2 °C et le cumul annuel moyen de précipitations est de 1 104,9 mm,. Pour l'avenir, les paramètres climatiques de la commune estimés pour 2050 selon différents scénarios d'émission de gaz à effet de serre sont consultables sur un site dédié publié par Météo-France en novembre 2022.
| Mois                                  | jan.           | fév.             | mars            | avril         | mai           | juin           | jui.           | août           | sep.          | oct.          | nov.            | déc.             | année     |
| ------------------------------------- | -------------- | ---------------- | --------------- | ------------- | ------------- | -------------- | -------------- | -------------- | ------------- | ------------- | --------------- | ---------------- | --------- |
| Température minimale moyenne (°C)     | 1,1            | 1,3              | 4               | 6,6           | 10,3          | 14             | 15,8           | 15,5           | 12,1          | 9,3           | 4,8             | 1,8              | 8,1       |
| Température moyenne (°C)              | 4,7            | 5,7              | 9,3             | 12,2          | 16,1          | 20,2           | 22,4           | 22,1           | 17,9          | 13,8          | 8,6             | 5,3              | 13,2      |
| Température maximale moyenne (°C)     | 8,4            | 10               | 14,6            | 17,8          | 22            | 26,3           | 29             | 28,7           | 23,8          | 18,4          | 12,3            | 8,8              | 18,3      |
| Record de froid (°C) date du record   | −20 04.01.1971 | −11,5 18.02.1983 | −11,3 02.03.05  | −4,2 08.04.21 | −1 05.05.1979 | 2,9 03.06.1975 | 7,4 12.07.1993 | 5,5 30.08.1986 | 1 29.09.1972  | −3,3 26.10.03 | −8,5 28.11.1985 | −11,5 30.12.1976 | −20 1971  |
| Record de chaleur (°C) date du record | 20,9 10.01.15  | 22,5 24.02.1990  | 25,9 25.03.1994 | 28,7 21.04.18 | 33,8 22.05.22 | 39,4 28.06.19  | 39,7 18.07.22  | 41,3 23.08.23  | 34,4 04.09.23 | 30,1 09.10.23 | 22,1 08.11.15   | 20,1 31.12.21    | 41,3 2023 |
| Précipitations (mm)                   | 86,8           | 52,2             | 59,9            | 82,4          | 86,8          | 64,2           | 64,6           | 61,7           | 126,5         | 168,3         | 165,2           | 86,3             | 1 104,9   |

### Hydrographie

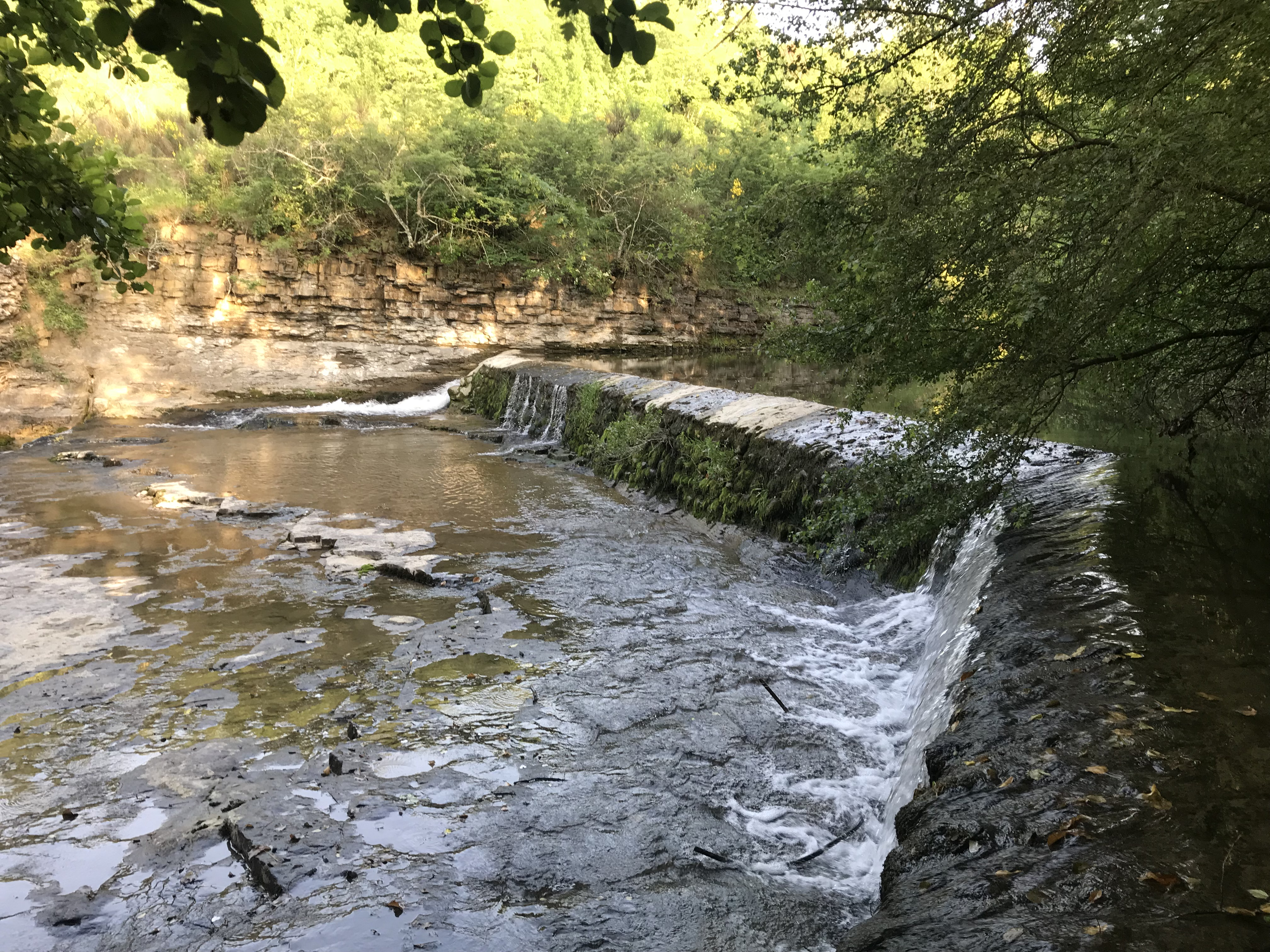
L'Ouvèze à Privas.

Le territoire communal est traversé par l'Ouvèze, un affluent de la rive droite du Rhône, d'une longueur totale de 27,3 km et son principal affluent, le Mézayon, une rivière d'une longueur de 13,5 kilomètres, qui conflue sur le territoire de la commune voisine de Coux, en rive gauche.
Le projet de contrat de rivière pour l'Ouvèze lancé en 2000 par Michel Gaignier alors maire-adjoint de Privas et président du syndicat Ouvèze Vive progresse très lentement.
Jusqu'à la fin des années 1970, la source du Verdus fut la seule source à alimenter la ville en eau potable.

### Voies de communication et transports

#### Voies de communication

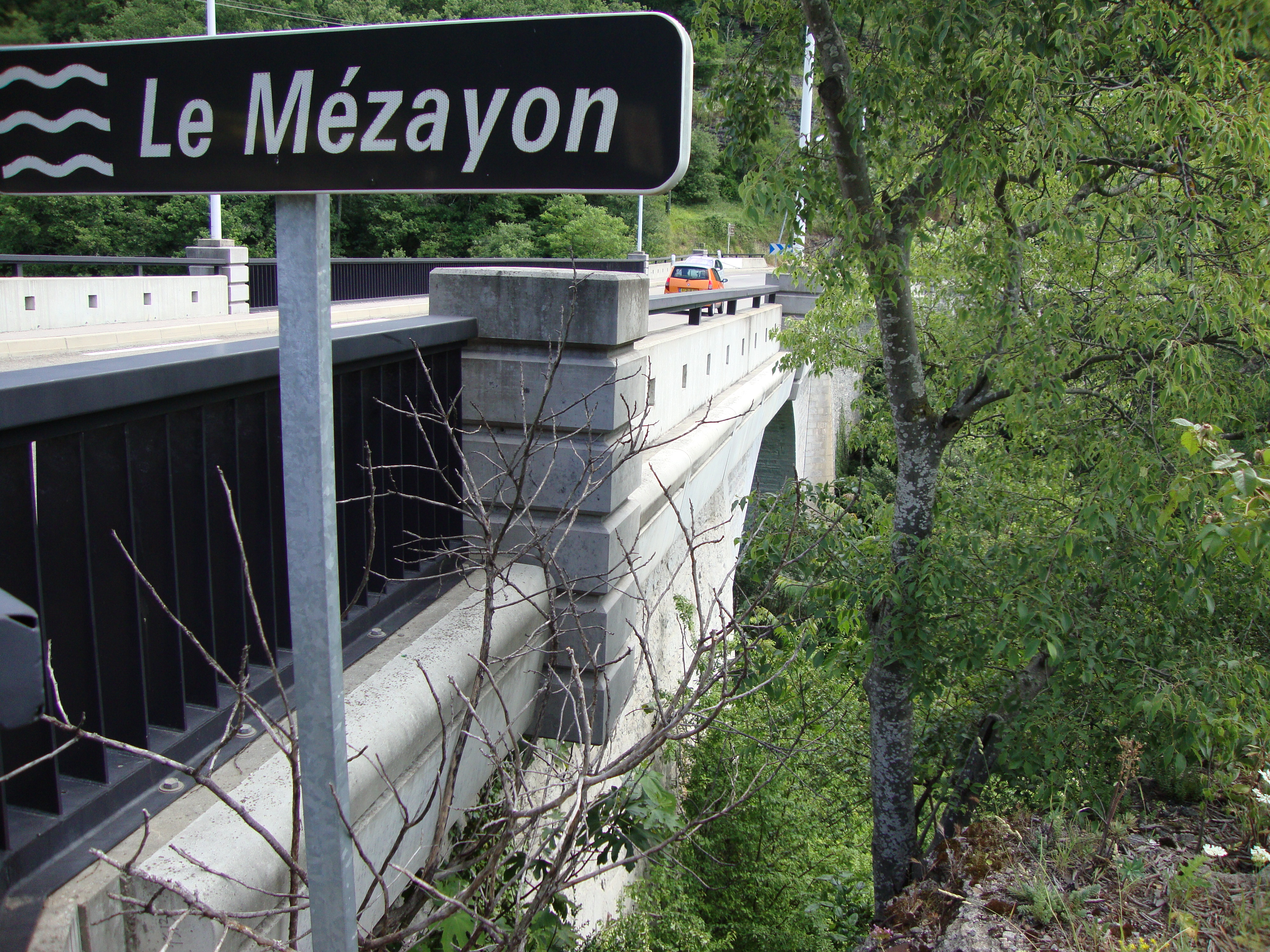
Panneau sur le pont du Mézayon.

Le centre-ville de Privas est traversé par la route départementale n° 104 (RD 104), ancienne route nationale (RN 104) jusqu'à son déclassement en 1972 et longeant la vallée de l'Ouvèze. Cet axe touristique d'importance, lien entre la sortie d'autoroute Loriol-sur-Drôme et l'Ardèche méridionale, est connu pour être surchargé l'été mais très agréable néanmoins puisque point de départ du col de l'Escrinet.
Outre cet axe, la route départementale n° 2 (RD 2) est l'autre itinéraire principal menant à la préfecture en arrivant du sud (route de Montélimar) par la plaine de Saint-Lager-Bressac, Chomérac, puis Alissas. Cette route dessert la plaine du lac, principale zone commerciale de l'agglomération de Privas.

#### Transports routiers
La ville est desservie par des lignes régulières d'autocars. Elle se situe sur la ligne cars Région Express no 73 (Aubenas - Privas - Valence) qui permet de relier la ville facilement à la vallée du Rhône, la ville de Valence ou encore à la gare de Valence TGV (environ 30 autobus allers-retours quotidiens). Une liaison TER hebdomadaire est possible jusqu'à Grenoble. Une des lignes d'autobus Le Sept (service express public de transports) gérées par le conseil général (ligne no 18) permet de relier facilement Privas à la ville de Montélimar.
Par ailleurs, depuis le 3 septembre 2018, Privas et son agglomération sont desservies par un réseau de bus : T'CAP. Il consiste en quatre lignes urbaines (du lundi au samedi) en complément du réseau préexistant de bus scolaires, désormais ouvert au grand public.
De plus, la ville se situe à environ 15 kilomètres de l'autoroute A7 (échangeur de Loriol-sur-Drôme), ce qui facilite son accès en voiture à depuis Valence à 45 minutes ; Avignon, Grenoble et Lyon à 1 heure 30 ; Marseille et Montpellier à 2 heures et Paris à 6 heures.

#### Transports publics
Le réseau de transport collectif de Privas et de son agglomération, dénommé T'CAP, est un réseau urbain  de sept lignes avec deux lignes régulières, deux lignes complémentaires ainsi que vingt-deux lignes scolaires, toutes situées dans le bassin privadois.

#### Transport ferroviaire

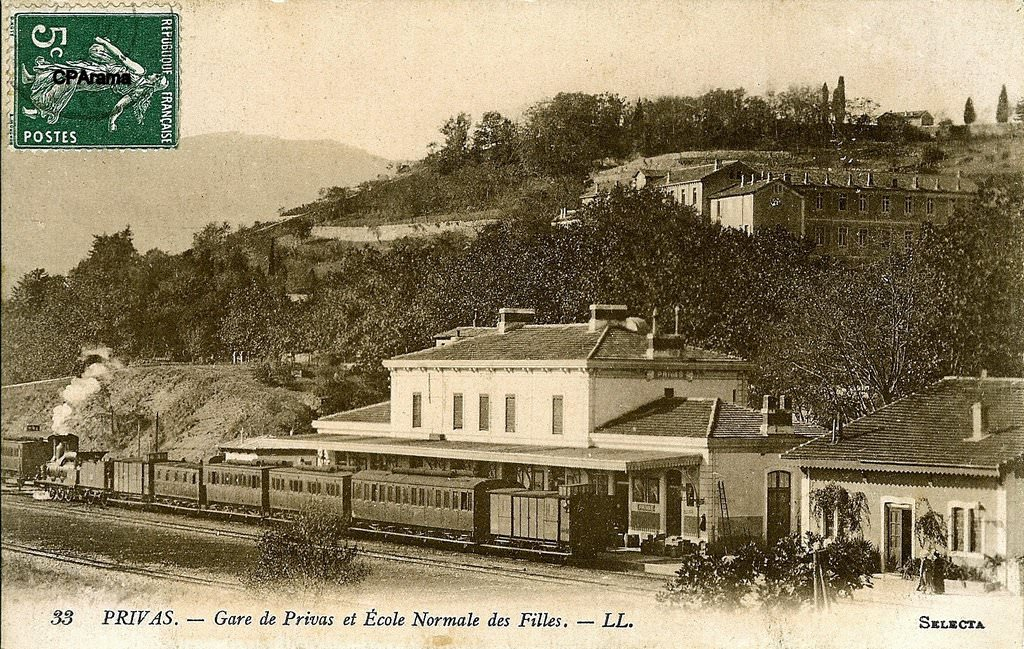
Ancienne gare de Privas autour de 1900.

La ville de Privas n'est plus desservie par une gare ferroviaire depuis 1938, ce qui est un cas unique pour la préfecture d'un département français de la France métropolitaine. Le département de l'Ardèche étant le seul de métropole (Corse incluse) à ne pas bénéficier de trains voyageurs malgré la présence d'une ligne électrifiée pour le fret (ligne de Givors-Canal à Grezan dite "de la rive droite du Rhône" : itinéraire Lyon-Nîmes), servant parfois à détourner les TER en cas de travaux sur la ligne Lyon-Marseille,,.
Autrefois, une ligne PLM puis SNCF desservait la préfecture de l'Ardèche jusqu'à Livron-sur-Drôme via Chomérac, Le Pouzin et La Voulte-sur-Rhône. L'ancienne gare a été démolie dans les années 2000 et la ligne de chemin de fer a été reconvertie en voie douce du Pouzin à Privas.
La gare ferroviaire française la plus proche est la gare de Valence-Ville, desservie des trains TER Auvergne-Rhône-Alpes et par des navettes ferroviaires qui établissent des correspondances avec les trains à grande vitesse qui desservent la gare de Valence TGV  laquelle se situe à environ 45 kilomètres par la route.

#### Transport fluvial
La ville de Privas se situe à une dizaine de kilomètres à vol d'oiseau de la rive gauche du Rhône et à 14 kilomètres du port fluvial de la commune du Pouzin, elle-même rattachée à la communauté de communes Privas - Rhône et Vallées.
Cette commune et sa communauté sont desservies depuis 2016 par ce port, afin d'y accueillir le transport de marchandises diverses. Une halte de plaisance a également été installée pour assurer une vocation touristique.

## Urbanisme

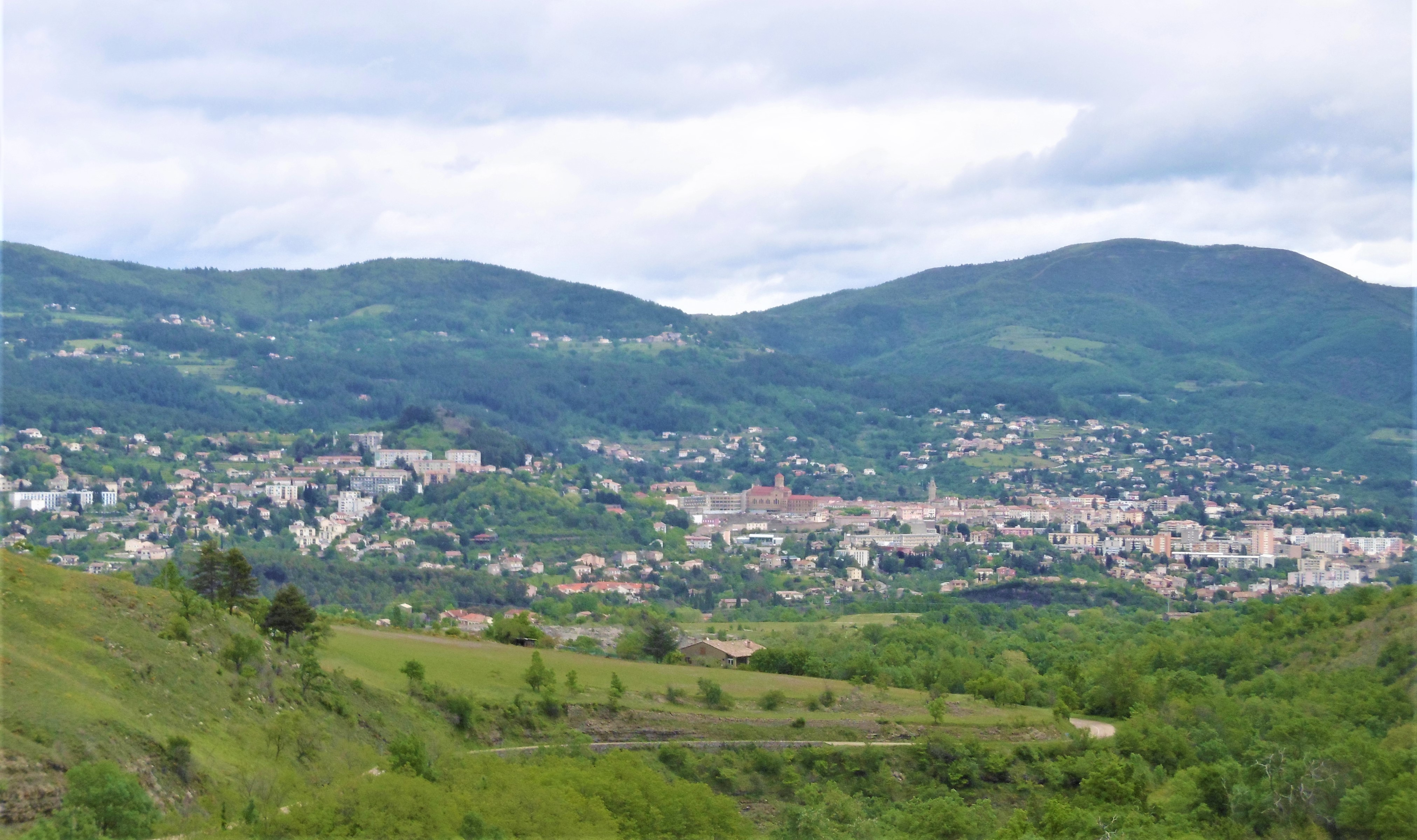
Panorama de Privas en mai 2021.

### Typologie
Au 1er janvier 2024, Privas est catégorisée petite ville, selon la nouvelle grille communale de densité à 7 niveaux définie par l'Insee en 2022.
Elle appartient à l'unité urbaine de Privas, une agglomération intra-départementale dont elle est ville-centre,. Par ailleurs la commune fait partie de l'aire d'attraction de Privas, dont elle est la commune-centre,. Cette aire, qui regroupe 24 communes, est catégorisée dans les aires de moins de 50 000 habitants,.

### Occupation des sols

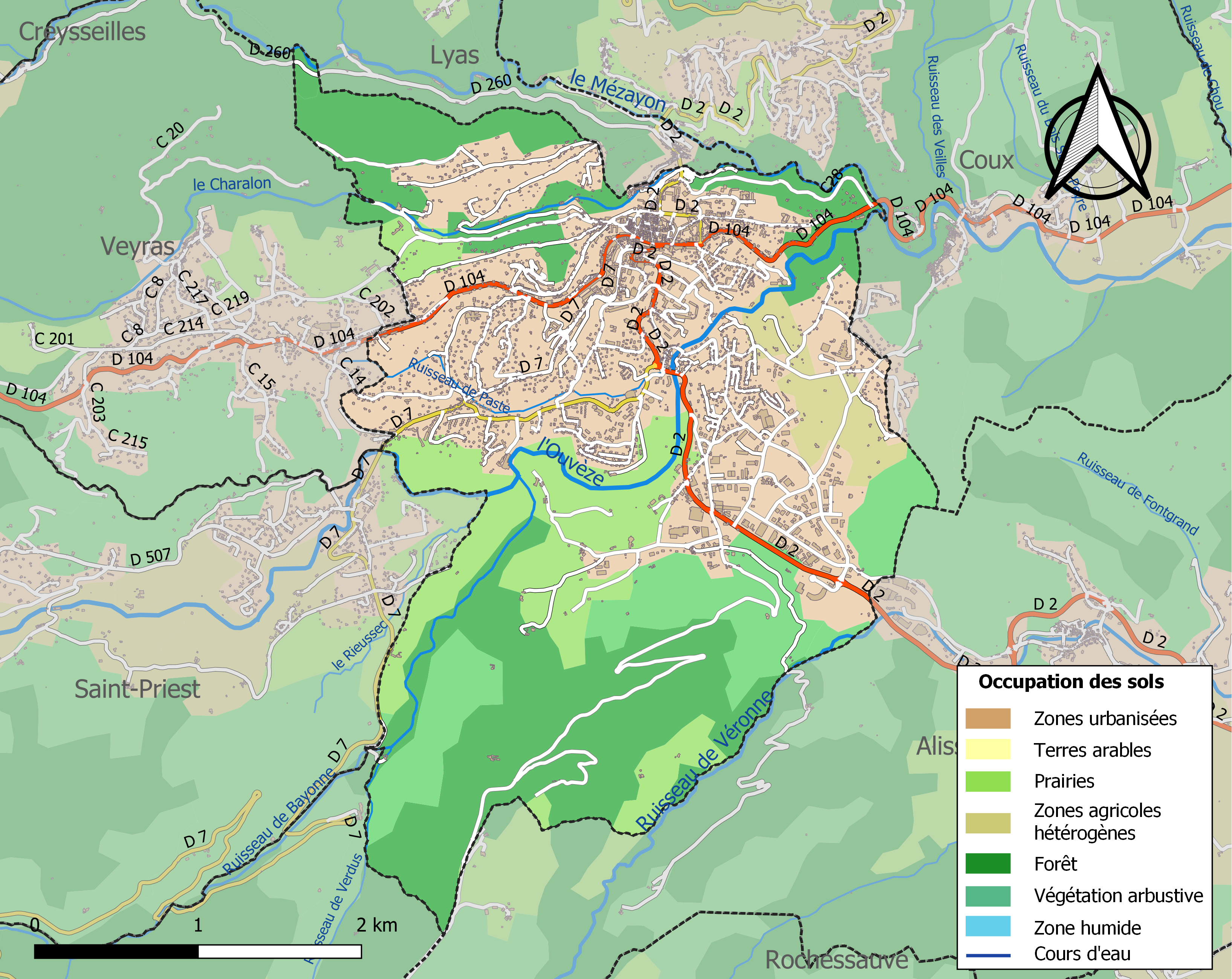
Carte des infrastructures et de l'occupation des sols de la commune en 2018 (CLC).

L'occupation des sols de la commune, telle qu'elle ressort de la base de données européenne d’occupation biophysique des sols Corine Land Cover (CLC), est marquée par l'importance des territoires artificialisés (41 % en 2018), en augmentation par rapport à 1990 (33,9 %). La répartition détaillée en 2018 est la suivante : 
zones urbanisées (32,1 %), forêts (29,7 %), prairies (14,3 %), milieux à végétation arbustive et/ou herbacée (11,4 %), zones industrielles ou commerciales et réseaux de communication (8,9 %), zones agricoles hétérogènes (3,6 %).
L'IGN met par ailleurs à disposition un outil en ligne permettant de comparer l’évolution dans le temps de l’occupation des sols de la commune (ou de territoires à des échelles différentes). Plusieurs époques sont accessibles sous forme de cartes ou photos aériennes : la carte de Cassini (XVIIIe siècle), la carte d'état-major (1820-1866) et la période actuelle (1950 à aujourd'hui).

### Morphologie urbaine
Privas est la plus petite préfecture de France par son nombre d’habitants et elle subit une baisse démographique marquée et régulière qui dépeuple en particulier le centre, à l'architecture ancienne. Un phénomène de périurbanisation s’est mis en place autour de la ville, sous l'effet d'un report des populations sur les communes limitrophes.
Le centre-ville se présente, pour des raisons historiques, sous la forme d'un bâti très resserré, composé de hautes maisons (R+3) mitoyennes. Les quartiers qui entourent le centre se sont construits dans le prolongement du cœur de ville en épousant les contraintes du relief très accidenté, mais présentant des voies plus larges et un bâti nettement moins resserré.
Les constructions des quartiers extérieurs de la première couronne ont été lancées durant la période post-industrielle et l’après-guerre. Cette première couronne se compose essentiellement d’immeubles collectifs, de bâtiments regroupant les services administratifs et de quelques lotissements avec quelques espaces verts et des lieux de stationnement. Au delà, la densité devient de plus en plus faible et présente un tissu urbain mixte doté de petits collectifs, de villas et de bâtiments de services et commerciaux.
Privas est une « Ville porte » du parc naturel régional des Monts d'Ardèche, créé le 9 avril 2001. La commune s’est dotée en 1982 d’un plan d’occupation des sols (POS) et d'un plan local d’urbanisme (PLU) dans les années 2010. Elle également inscrite dans le cadre du schéma de cohérence territoriale (SCOT) du Centre Ardèche.

### Quartiers, lieux-dits, hameaux et écarts
Voici, ci-dessous, la liste la plus complète possible des divers hameaux, quartiers et lieux-dits résidentiels urbains comme ruraux, ainsi que les écarts qui composent le territoire de la commune de Privas, présentés selon les références toponymiques fournies par le site géoportail de l'Institut géographique national.
| - Bois Laville - Ternis - Chalaron - la Feuille - la Chaumette - le Vanel - Gratenas - la Maladrerie - Bésignoles - Montjuliau - Ouvèze | - Tauléac - Bonnefoy - le Coteau - Trois Cyprès - Paste - les Foulons - le Logis du Roi - le Lac - la Palud - les Mines - Tourtoin | - le Moulin du Seigneur - Pounard - Saint-Clair - Caton - les Sagnes - Baudouin - Coulomb - Chabanet - Côte du baron - Avignas - les Blaches | - les Trois Chemins - Cheynet - Tauleac - Chamaras - Tovonne - la Tule - Pounard - le Ranc - Rochessauve |

### Logement
En 2019, selon la Fédération nationale de l'immobilier, le nombre de logements est de 5 224 sur le territoire communal.

### Risques naturels

#### Risques sismiques
La totalité du territoire de la commune de Privas est situé en zone de sismicité no 3 (sur une échelle de 1 à 5), comme la plupart des communes situées dans la vallée du Rhône et la Basse Ardèche, mais non loin de la limite orientale de la zone no 2 qui correspond au plateau ardéchois.
| Type de zone | Niveau            | Définitions (bâtiment à risque normal) |
| ------------ | ----------------- | -------------------------------------- |
| Zone 3       | Sismicité modérée | accélération = 1,1 m/s2                |

#### Autres risques
La ville de Privas bénéficie d'un plan de prévention des risques d'inondation (PPRI).

## Toponymie
Une hypothèse avance le fait que le nom de la ville de Privas proviendrait du gaulois briva qui désigne un pont ou un lieu de passage (Voir l'étymologie de Brive).

## Histoire

### Préhistoire et Antiquité
Durant la période antique, le peuple gaulois des Helviens (en latin Helvii) est installé dans l'actuelle partie Sud du département de l'Ardèche, en limite du territoire des Segovellaunes, essentiellement situé dans le Valentinois (région de Valence)
Les premières traces de la ville sont attestées au hameau du Lac, secteur où des fouilles archéologiques récentes ont permis de mettre au jour une villa du début de l'Empire romain ainsi qu'une nécropole du haut Moyen Âge. Les moules à fausse monnaies découverts au XIXe siècle sur les pentes du Mont-Toulon ne suffisent pas pour extrapoler un premier habitat antique.

### Moyen Âge
Le bourg primitif de Privas s'est développé autour de l'église Saint-Thomas, située place de la République et qui dépendait du prieuré de Rompon, rattaché à l'ordre de Cluny. Le château (castrum) de Privas n'est attesté qu'à partir du XIIIe siècle et se situait à l'emplacement actuel du collège-couvent des Récollets. Ruiné en 1621 puis en 1629, il n'en reste rien.
Au XIIe siècle, Privas dépend de la seigneurie des Poitiers-Valentinois, comtes de Valence, lesquels rendent hommage aux comtes de Toulouse. Aymar de Poitiers, en 1281 et son fils en 1309, accordèrent une charte de franchise à Privas, garantissant des droits économiques, fiscaux et militaires à la ville.
Au XIIIe siècle, la ville sortit de ses deux quartiers d'origine (Bize et Clastre) pour se développer à l'est sur le plateau, dans deux nouveaux quartiers : Claux et Mazel.

### Temps Modernes
Les guerres de Religion

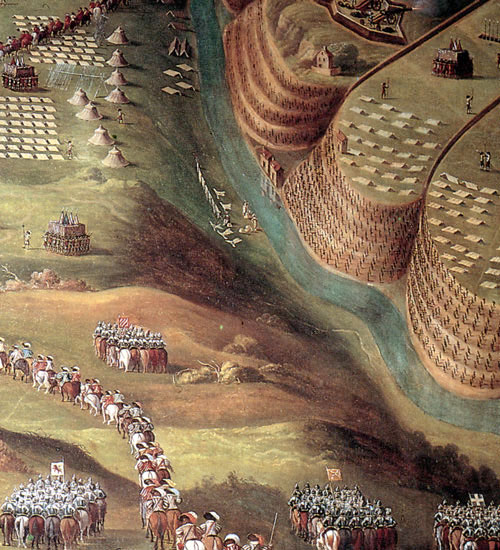
Siège de Privas 1640 par Nicolas Prevost.

Au XVIe siècle, la Réforme (mouvement religieux protestant) s'implanta profondément et rapidement à Privas. Au début, le mouvement fut populaire et un grand nombre de personnes de la noblesse et de la haute-bourgeoisie vivaroise adhérèrent vite à ces idées. Privas joua un rôle de premier plan pendant les guerres de religion, devint un centre protestant et nommé « petit état huguenot ». important et un symbole de la résistance à la monarchie. Cela lui valut le titre de « Rempart de la Réforme ».
Une répression très dure fut organisée. Beaucoup d'habitants furent exterminés, certains fuirent à Genève. Cependant, malgré la répression, le mouvement s'étendit et pendant près de 70 ans, le culte catholique ne fut plus célébré à Privas, l'église fut même détruite en 1570. Un pasteur venu de Suisse organisa l'Église réformée de Privas. On parla alors de la ville comme de la Genève du pays. La garnison du roi fut refusée par la ville. Il n'y eut pas de massacre de la Saint-Barthélemy à Privas. Bien au contraire, dès que la nouvelle des massacres parvint à Privas, celle-ci se dressa.
En 1566, la baronnie de Privas fut divisée entre les deux filles de Diane de Poitiers, baronne de Chalencon et de Privas. C'est l'aînée, Françoise de Brézé, qui obtint la seigneurie de Privas. Cette baronnie fut ensuite vendue à Jacques de Chambaud, chef protestant qui devint ainsi le premier seigneur huguenot de Privas.
Paule de Chambaud (v. 1584-1639), sa fille, veuve de René de La Tour du Pin-Gouvernet († 1616 ; marié en 1597), était courtisée par le seigneur Claude de Hautefort de Lestrange, catholique, seigneur de Boulogne, et par le sire de Brison, alias Joachim de Beaumont, chef des huguenots. Elle fit en 1620 le choix du seigneur catholique (mais en 1614, le Brave Brison devint son gendre en épousant sa fille Marie de La Tour-du-Pin-Gouvernet, † dès 1615/1617). Il en découla une nouvelle guerre qui nécessita l'intervention du maréchal de Montmorency, puis, en 1629 à la suite de la prise d’armes par les  protestants, la ville est assiégée par l’armée royale. Défendue par Montbrun avec 800 hommes, elle est prise et rasée.

### Époque contemporaine

#### Révolution française
En 1790, pendant la Révolution française, Privas devint chef-lieu du département de l'Ardèche en alternance avec Annonay, Aubenas, Bourg-Saint-Andéol et Tournon-sur-Rhône. Elle fut également érigée en chef-lieu de district mais fut très vite rattachée au district du Coiron. La première assemblée du nouveau département fut organisée à Privas et l'alternance n'eut jamais lieu, la ville devenant, de facto, le seul chef-lieu.

#### XIXesiècle
Après la victoire des coalisés à la bataille de Waterloo en juin 1815, Privas ainsi que la majeure partie du département de l'Ardèche est occupé par les troupes autrichiennes de juin 1815 à novembre 1818 (voir occupation de la France à la fin du Premier Empire).
La révolution de 1848 est également bien accueillie, une messe étant célébrée en l’honneur des victimes des trois jours de la révolution de février.

#### XXesiècle
Dès la libération de la ville le 12 août 1944, les autorités de la Résistance prennent en main l’administration de la préfecture de Privas. Le département fut dès lors dirigé par Jacques Meaudre de Sugny dit Jacques Trémolin, alias Loyola, responsable de la résistance locale qui durant un certain temps assura la liaison entre l’état-major et le Comité départemental de Libération et reste en place jusqu'au 5 septembre 1944.

## Politique et administration

### Administration municipale

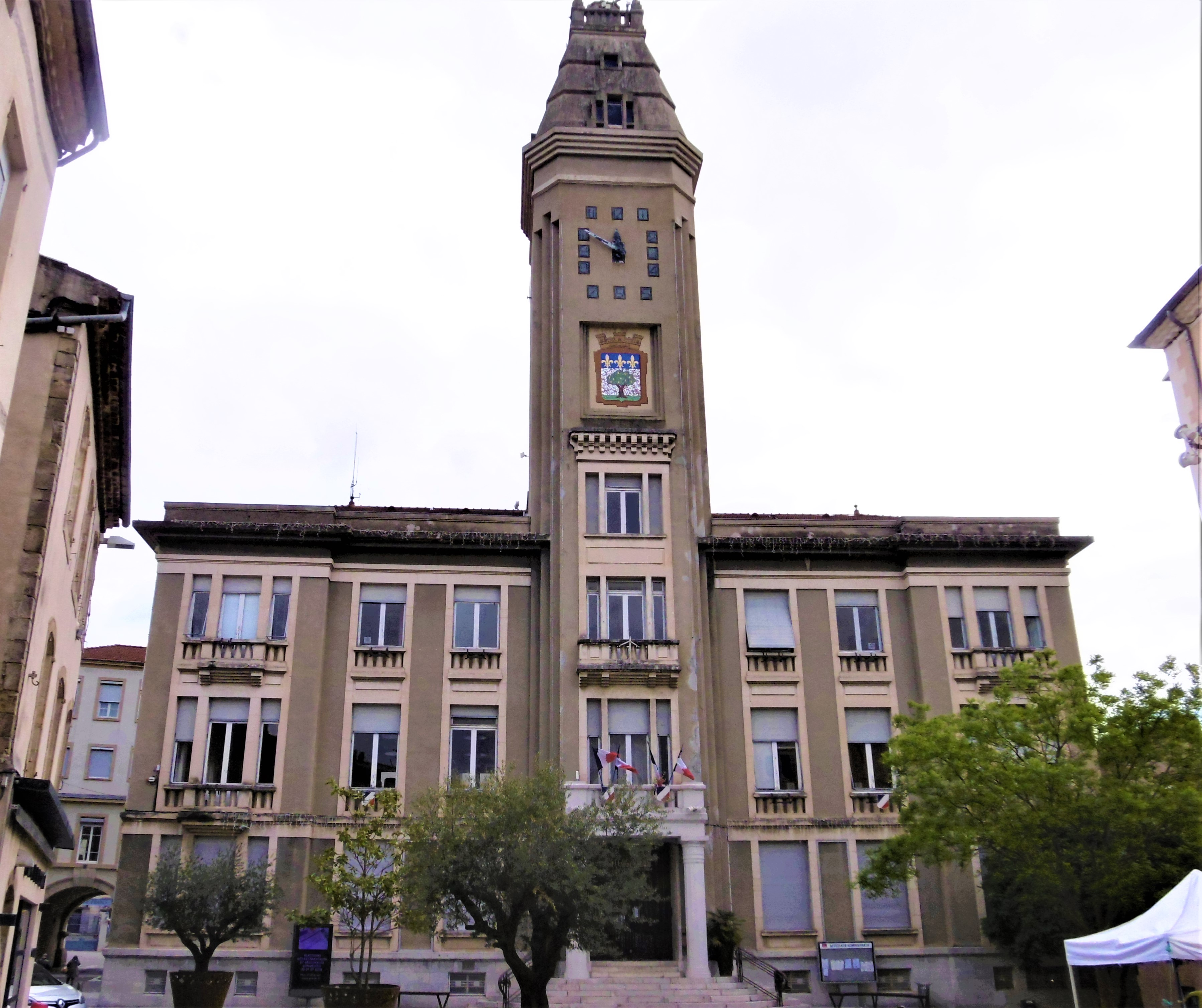
Hôtel de ville de Privas en mai 2021.

En 2020, le conseil municipal de Privas est composé de vingt-neuf membres (quatorze femmes et quinze hommes) dont un maire, huit adjoints au maire, cinq conseillers délégués et quinze autres conseillers municipaux. Il existe également 4 commissions, chacune composée de douze membres.

### Tendances politiques et résultats

#### Élections nationales
| Élection          | Résultats au 1er tour (% exprimés) | Résultats au 2e tour (% exprimés)                                  |
| ----------------- | --- | ------------------------------------------------------------------ |
| Européennes 2024  | 1. - Jordan BARDELLA (Rassemblement National) : 28.46% 2. - Raphaël GLUCKSMANN (Place Publique) : 16.92% 3. - Valérie HAYER (Renaissance) : 12.10% 4. - Manon AUBRY (LFI) : 10.64% 5. - Marie TOUSSAINT (EELV) : 6.69% 6. - FX BELLAMY (Les Républicains) : 6.20% 7. - Marion MARÉCHAL (Reconquête) : 6.10% | Scrutin à tour unique                                              |
| Législatives 2024 | 1. - Hervé SAULIGNAC (Parti Socialiste - NFP) : 45.54% 2. - Céline PORQUET (Rassemblement National) : 31.34% 3. - Séverine GINEYS (Mouvement Démocrate) : 11.57% 4. - Marie-Pierre CHAIX (DVD) : 8.31% 5. - Maryse LECLERC (Reconquête) : 1.00%                                                             | 1 - Hervé SAULIGNAC (PS) : 60.70% 2 - Céline PORQUET (RN) : 39.30% |

### Liste des maires
| Période                                  | Période                   | Identité               | Étiquette          | Qualité                                                                                 |
| ---------------------------------------- | ------------------------- | ---------------------- | ------------------ | --------------------------------------------------------------------------------------- |
| 1816                                     | 1826                      | Louis Dubois           |                    | Manufacturier en soie                                                                   |
|                                          |                           | Félix Dubois           |                    | fils du précédent, capitaine de cuirassiers, manufacturier en soie, député de l'Ardèche |
| septembre 1880                           | 14 août 1887 (décès)      | Ulfrin de Rivière      |                    | Expert-Géomètre                                                                         |
| 18 septembre 1887                        | 13 mai 1888               | Eugène Giffon          |                    |                                                                                         |
| 13 mai 1888                              | 12 janvier 1896           | Camille Benoit         |                    |                                                                                         |
| 12 janvier 1896                          | 17 mai 1896               | Philippe Mazoyer       |                    |                                                                                         |
| 17 mai 1896                              | 15 mai 1904               | Lucien Napoléon Blache |                    |                                                                                         |
| 15 mai 1904                              | 10 mai 1925               | Pierre Filliat         |                    | Avoué – décédé en décembre 1924                                                         |
| 10 mai 1925                              | 19 mai 1935               | Clément Faugier        | Républicain modéré | Directeur de société                                                                    |
| 19 mai 1935                              | 12 août 1944              | Emile Toussaint        | Républicain modéré | Avocat                                                                                  |
| 15 août 1944                             | 17 octobre 1947           | Ludovic Bacconnier     | PCF                | Retraité Président du Comité de Libération                                              |
| 19 décembre 1947                         | 28 mars 1965              | Charles Gounon         | Radical            | Droguiste Conseiller général                                                            |
| 28 mars 1965                             | 18 avril 1979 (démission) | Pierre-Marie Chaix     | DVD puis UDF       | Avocat Conseiller général Conseiller régional                                           |
| 19 avril 1979                            | 18 mars 2001              | Amédée Imbert          | UDF-PR puis DL     | Assureur Conseiller régional Conseiller général Député de 1993 à 1997                   |
| 18 mars 2001                             | 19 mars 2006              | Michel Valla           | DL puis UMP        | Assureur puis consultant Conseiller général de Saint-Pierreville                        |
| 19 mars 2006                             | 4 avril 2014              | Yves Chastan           | PS                 | Fonctionnaire Conseiller général Sénateur de 2008 à 2014 Président de la CAPCA en 2014  |
| 4 avril 2014                             | en cours                  | Michel Valla           | DVD                | Consultant                                                                              |
| Les données manquantes sont à compléter. |                           |                        |                    |                                                                                         |

### Autres administrations

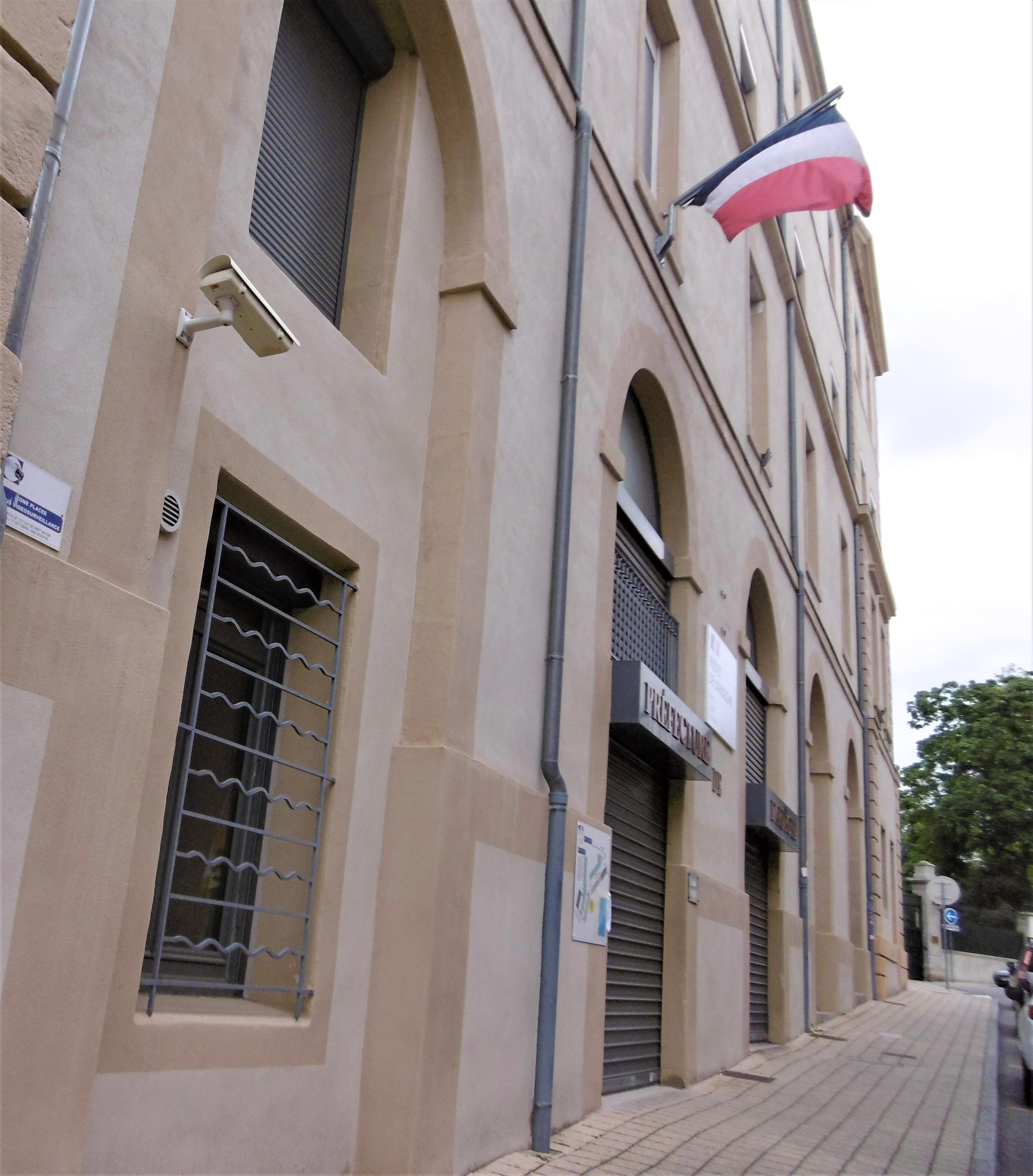
Entrée de la préfecture de Privas.

La ville de Privas héberge le bâtiment de la préfecture de l'Ardèche, situé rue Pierre Fillat, les sièges départementaux de la DDT et de la DDETSPP, ainsi que le bâtiment du tribunal judiciaire, situé, 10 cours du Palais.
Situé dans un bâtiment récent et d'une partie plus ancienne du quartier de la Chaumette à Privas, l'hôtel du département de l'Ardèche, siège du conseil départemental de l'Ardèche et qui accueille les élus de l'assemblée départementale et une partie des 1 700 agents de l'administration départementale.
Le groupement de gendarmerie de l'Ardèche et la délégation militaire départementale sont situés dans le bâtiments de la caserne Rampon, place du Champ-de-Mars. Il existe également un service de police nationale, installé dans de nouveaux locaux situé boulevard de la Chaumette, ainsi qu'un bureau de police municipale.
Créée en 1820, la maison d'arrêt de Privas est l'unique centre de détention de l'Ardèche. Cette prison présente également la particularité d'être située à proximité du centre-ville, place des Récollets, non loin du couvent du même nom. Une exposition, dénommée « 200 ans derrière les barreaux de la maison d'arrêt de Privas », ayant pour thème l’histoire de l'administration pénitentiaire depuis l’Ancien régime avec des documents historiques issus de cet établissement, a été organisée en décembre 2020 à la médiathèque de Privas.
Un consulat mobile du Maroc s'est installe au sein de la préfecture le 7 février 2024, le temps d'une journée, afin de faciliter les démarches administratives des ressortissants marocains de la ville et du département.

### Jumelages

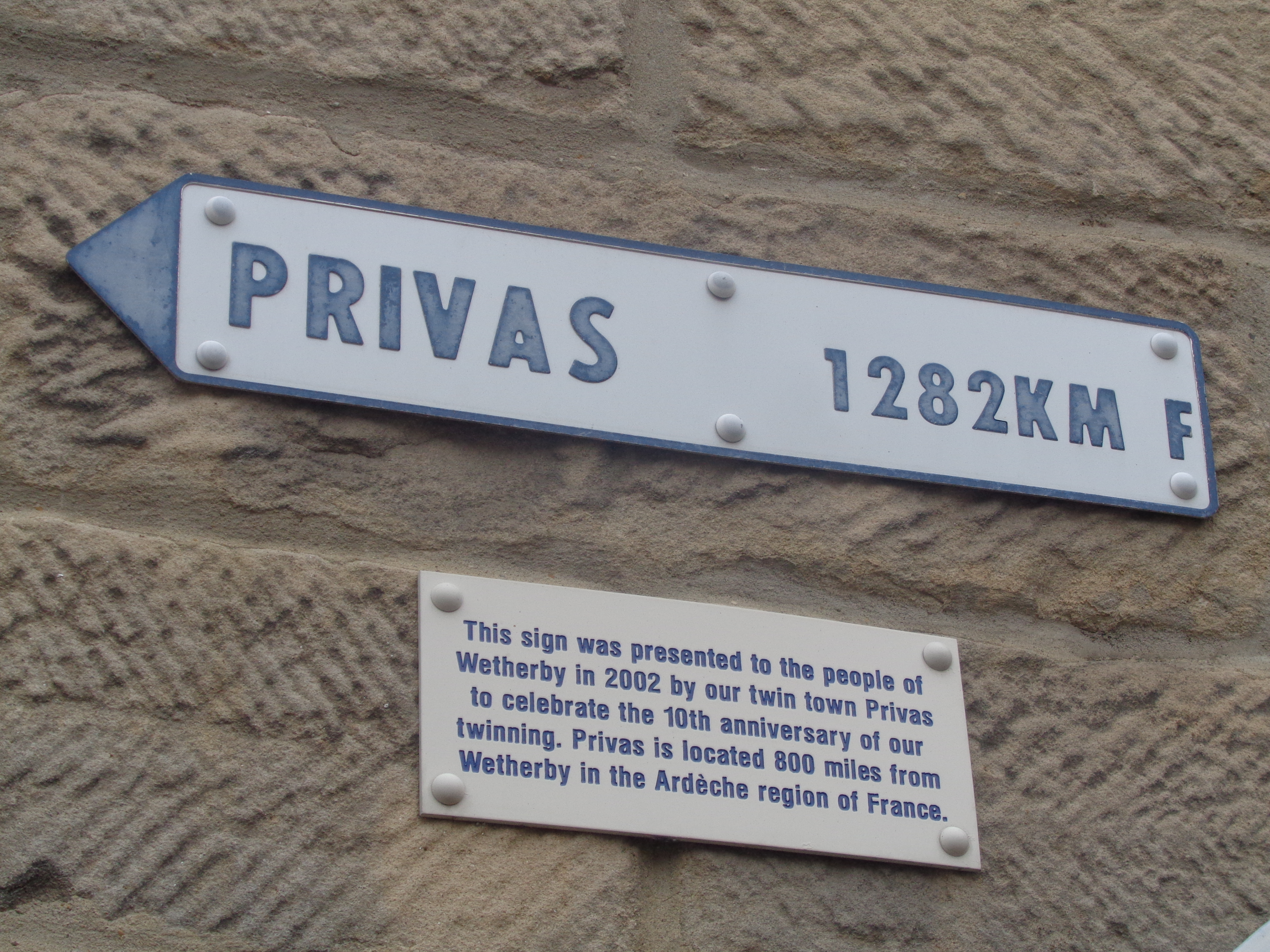
Pancarte à l'hôtel de ville de Wetherby.

Privas est jumelée avec quatre autres villes européennes :
- Tortone (Italie)
- Weilbourg (Allemagne)
- Wetherby (Royaume-Uni)
- Zevenaar (Pays-Bas)

## Population et société

### Démographie
L'évolution du nombre d'habitants est connue à travers les recensements de la population effectués dans la commune depuis 1793. Pour les communes de moins de 10 000 habitants, une enquête de recensement portant sur toute la population est réalisée tous les cinq ans, les populations de référence des années intermédiaires étant quant à elles estimées par interpolation ou extrapolation. Pour la commune, le premier recensement exhaustif entrant dans le cadre du nouveau dispositif a été réalisé en 2005.

En 2022, la commune comptait 8 552 habitants, en évolution de +2,97 % par rapport à 2016 (Ardèche : +2,48 %, France hors Mayotte : +2,11 %).
| 1793  | 1800  | 1806  | 1821  | 1831  | 1836  | 1841  | 1846  | 1851  |
| ----- | ----- | ----- | ----- | ----- | ----- | ----- | ----- | ----- |
| 2 495 | 2 923 | 3 080 | 3 878 | 4 342 | 4 219 | 4 797 | 5 233 | 5 278 |

| 1856  | 1861  | 1866  | 1872  | 1876  | 1881  | 1886  | 1891  | 1896  |
| ----- | ----- | ----- | ----- | ----- | ----- | ----- | ----- | ----- |
| 5 202 | 6 657 | 7 204 | 7 836 | 7 753 | 7 921 | 7 600 | 7 312 | 7 843 |

| 1901  | 1906  | 1911  | 1921  | 1926  | 1931  | 1936  | 1946  | 1954  |
| ----- | ----- | ----- | ----- | ----- | ----- | ----- | ----- | ----- |
| 7 561 | 7 000 | 7 290 | 6 412 | 6 681 | 7 230 | 7 733 | 7 407 | 7 558 |

| 1962  | 1968   | 1975   | 1982   | 1990   | 1999  | 2005  | 2006  | 2010  |
| ----- | ------ | ------ | ------ | ------ | ----- | ----- | ----- | ----- |
| 8 663 | 10 080 | 10 808 | 10 345 | 10 080 | 9 170 | 8 681 | 8 624 | 8 369 |

| 2015  | 2020  | 2022  | - | - | - | - | - | - |
| ----- | ----- | ----- | - | - | - | - | - | - |
| 8 321 | 8 567 | 8 552 | - | - | - | - | - | - |

Privas se situe au-dessous du seuil des 10 000 habitants, ce qui en fait notamment la moins peuplée des préfectures de France.

### Enseignement
La commune, relève de l'académie de Grenoble, héberge plusieurs établissements d'enseignement sur son territoire.

#### Enseignement primaire
On dénombre sept écoles dont quatre écoles publiques sur le territoire de la commune : l'école primaire Roger-Planchon, l'école primaire Clotilde-Habozit, l'école publique maternelle et élémentaire Rosa-Parks, l'école publique élémentaire et maternelle René-Cassin et trois écoles privées, l'école élémentaire Saint-Louis, l'école maternelle Notre-Dame et l'école primaire Saint-Joseph .

#### Enseignement secondaire
La commune compte sur son territoire deux collèges : le collège Bernard-de-Ventadour, établissement public, situé dans le quartier de Tauléac. Lors de la rentrée scolaire 2018/2019, celui-ci présente un effectif total de 890 élèves et le collège privé du Sacré-Cœur de Privas.
La commune héberge plusieurs lycées : le lycée polyvalent Vincent-d'Indy, le lycée du Sacré-Cœur Privas et le lycée des métiers Notre-Dame.

#### Enseignement supérieur
La commune dispose de formation de santé avec l’Institut de Formation des Professions de Santé (IFPS) Sainte-Marie de Privas qui propose des formations d'infirmiers, d'aide-soignants, d'ambulanciers ainsi que d’accompagnant éducatif et social (AES).
Un BTS Tourisme est également proposé au lycée Vincent d'Indy.

### Équipements sanitaire et social

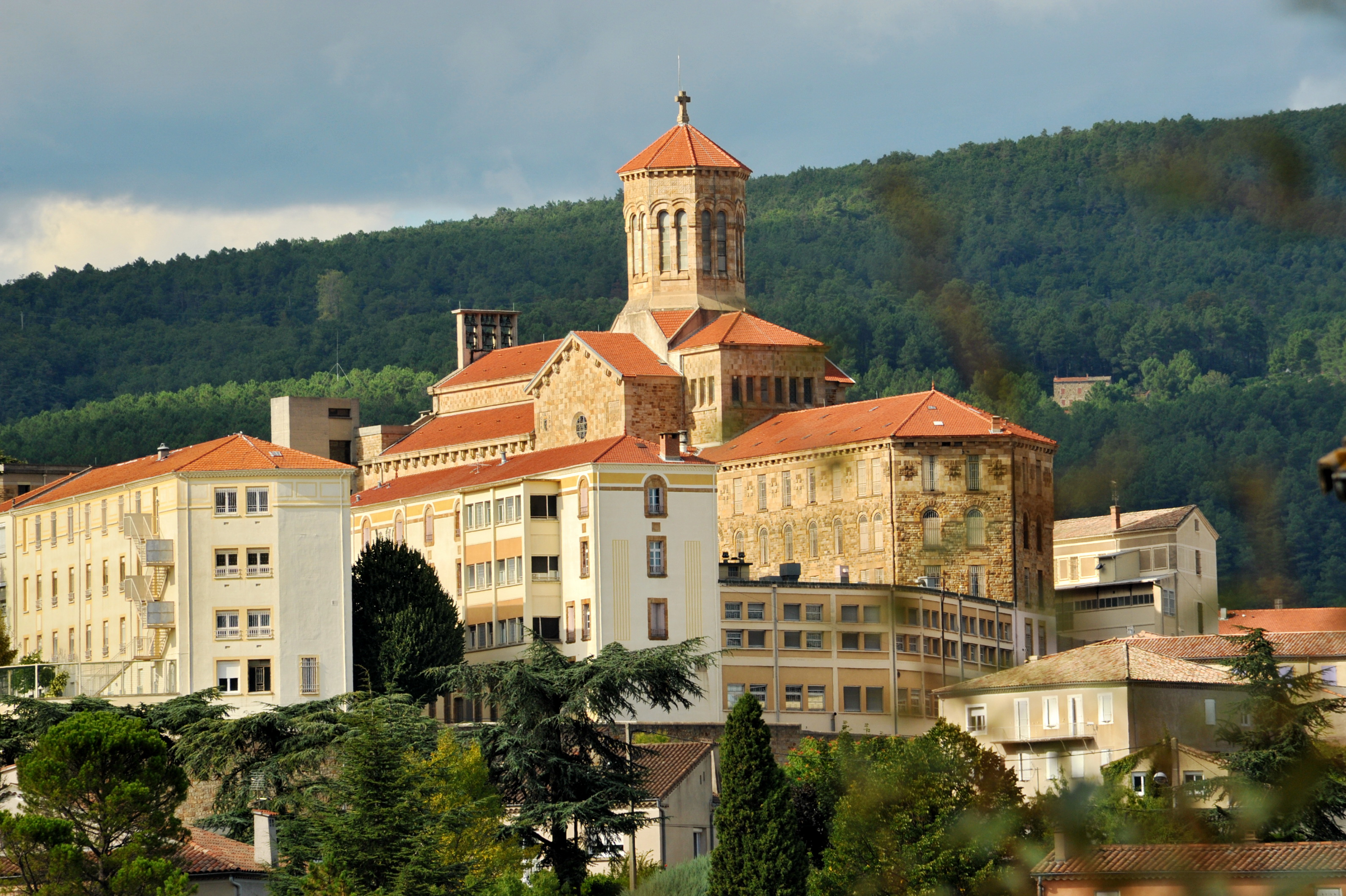
Hôpital Sainte-Marie de Privas.

La commune héberge sur son territoire deux structures hospitalières.

#### Centre hospitalier des Vals d'Ardèche
En 2006, le centre hospitalier de Privas fusionne avec l'établissement de La Voulte-sur-Rhône donnant ainsi naissance au centre hospitalier des Vals d'Ardèche.

#### Centre hospitalier Sainte-Marie de Privas
Il s'agit d'un établissement à vocation psychiatrique de gestion privée, appartenant à l'association Hospitalière Sainte-Marie, ayant mission de service public gérant cinq secteurs de psychiatrie générale, trois services intersectoriels et trois secteurs de psychiatrie infanto-juvénile.

### Équipements et activités sportives

#### Équipements

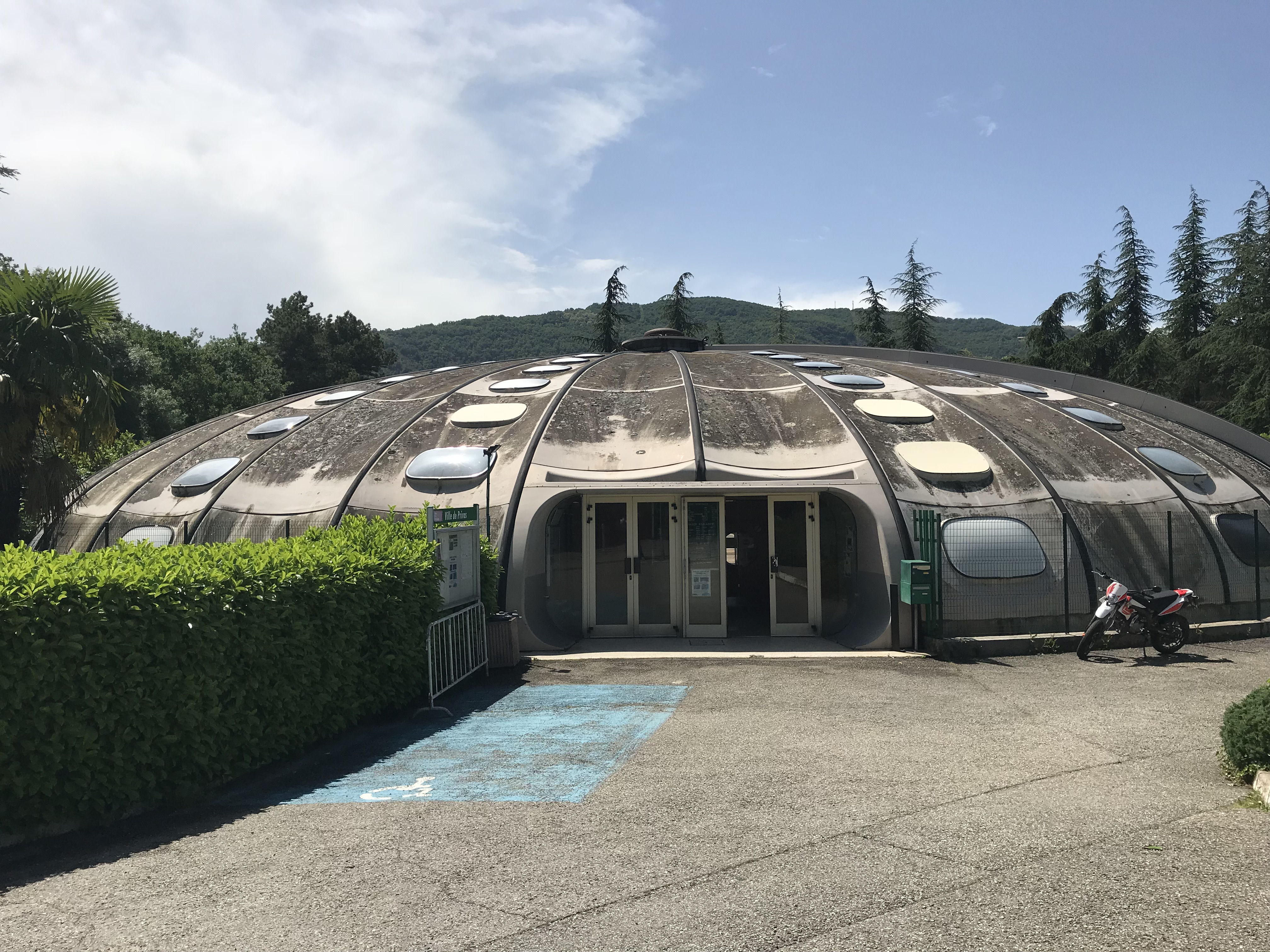
Piscine Tournesol de Privas.

La commune héberge et gère de nombreux équipements sportifs dont :
- trois gymnases (Tauléac, Lancelot et Montjulieau) ;
- deux stades dont le stade de football André-Blacher et le stade municipal du lac, qui comprend un terrain de rugby, plusieurs terrains de football, deux terrains de basketball, les infrastructures du club d'athlétisme et des terrains de tennis intérieurs et extérieurs ;
- un boulodrome ;
- une salle omnisports ;
- un centre aquatique.

Le centre aquatique Cap'Azur, ouvert le 21 juillet 2021 et situé avenue de la Gare, au départ de la voie douce de la Payre, a succédé à la piscine Tournesol et à la piscine Gratenas qui sont définitivement fermées,.

#### Manifestations
Privas a accueilli deux fois le Tour de France sur son territoire. En 1966, elle est ville départ pour la 15e étape (Privas - Bourg-d'Oisans) et ville d'arrivée en 2020 pour la 5e étape (Gap - Privas).
Entre 2014 et 2022, une compétition de course à pied et de marche athlétique dénommée les 6 jours de France est organisée au stade du lac. Depuis 2022, l'événement se déroule à Vallon-Pont-d'Arc dans l'Ardèche.

### Médias

#### Presse écrite
La commune est située dans la zone de distribution de deux organes de la presse écrite :
- L'Hebdo de l'Ardèche : Il s'agit d'un journal hebdomadaire français basé à Valence et diffusé à Privas depuis 1999. Il couvre l'actualité de tout le département de l'Ardèche.
- Le Dauphiné libéré : Il s'agit d'un journal quotidien de la presse écrite française régionale distribué dans la plupart des départements de l'ancienne région Rhône-Alpes, notamment l'Ardèche. La commune est située dans la zone d'édition Aubenas / Privas / Vallée du Rhône.

#### Presse audio-visuelle
- Ici Drôme Ardèche est la station de radio publique locale émettant sur le secteur de Privas et sur les territoires des départements de l'Ardèche et de la Drôme.
- La radio MTI diffuse ses programmes, dans la Drôme, en Ardèche, dans le Vaucluse et dans le Gard.

### Cultes
Historiquement, Privas est au cœur d'une des régions où se déroulèrent de nombreux combats des guerres de Religion et au XXIe siècle les communautés catholiques et protestantes sont encore vivantes et très présentes.

#### Culte catholique

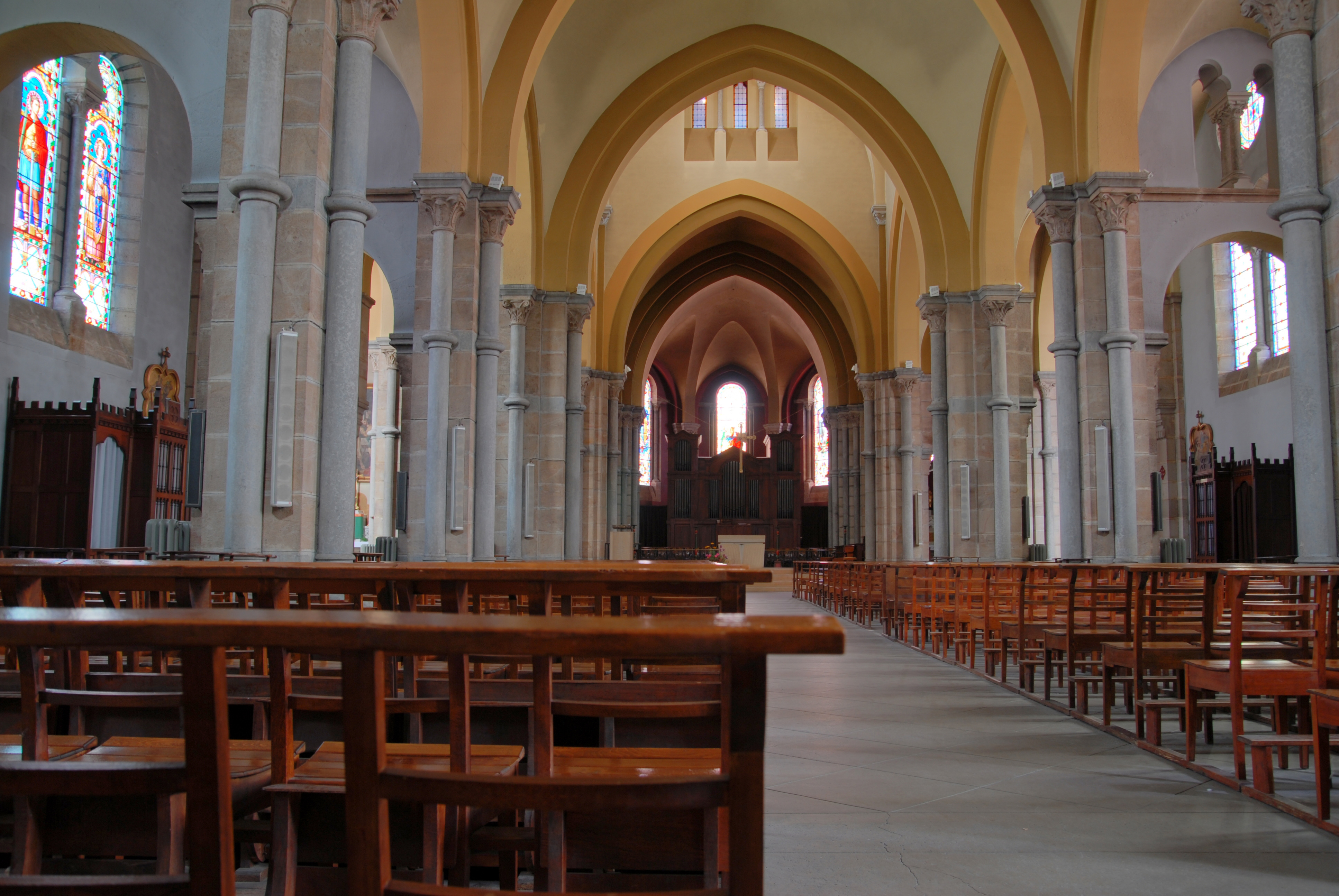
Intérieur de l'église de Privas.

La communauté catholique et l'église de Privas (propriété de la commune) dépendent de la paroisse Sainte-Mère-Térésa qui comprend de neuf communes. Cette paroisse est elle-même rattachée au diocèse de Viviers.

#### Culte protestant
- Le temple protestant de Privas, rattachée à la paroisse de Privas-Flaviac, dépend de l'Église protestante unie de France[69].

#### Culte musulman
La communauté musulmane forme une minorité considérée comme bien intégrée et estimée par l'association musulmane de Privas à 300 familles, soit environ 1 500 personnes. Ils disposent d'un lieu de culte installé en 2008 dans les locaux de l'ancien Foyer de l'enfance (appartenant au département de l'Ardèche), qui remplace des locaux vétustes ou des aides de la part de la paroisse catholique.

#### Témoins de Jéhovah
Privas dispose d'une salle du Royaume.

## Économie

### Revenus de la population et fiscalité
Les Privadois ont un revenu médian annuel d'environ 17 804 € et inférieur de 11,13 % au revenu médian français (19 785 €).
La commune affiche un taux de pauvreté de 18,6 %, plus important que celui de la France (13,9 %).
49,4 % de foyers fiscaux sont non imposables.
Les impôts locaux sont en moyenne de 1 363 € par foyer fiscal, soit un résultat plus élevé que la moyenne du département (589 € par foyer fiscal).
En moyenne, en ce qui concerne l'impôt sur le revenu, les Privadois sont taxés à hauteur de 959 € par foyer fiscal. À l'échelle du département, cet impôt est de 892 €.

### Emploi
Le taux de chômage, en 2013, pour la commune s'élève à 18,2 %, un chiffre nettement supérieur à la moyenne nationale (10,2 %)

### Entreprises et secteur d'activités
Privas ne compte que six entreprises réalisant plus de dix millions d'euros de chiffre d'affaires.
|                                                   | Nombre | Taux   |
| ------------------------------------------------- | ------ | ------ |
| ENSEMBLE                                          | 590    | 100    |
| Industrie                                         | 45     | 7,6 %  |
| Construction                                      | 41     | 6,9 %  |
| Commerces, transport, hébergement et restauration | 200    | 33,9 % |
| Services aux entreprises                          | 130    | 22 %   |
| Service aux particuliers                          | 174    | 29,5 % |

(Source : Insee, DENT3 Nombre d'entreprises par secteur d'activité au 31 décembre 2016).

#### Secteur industriel

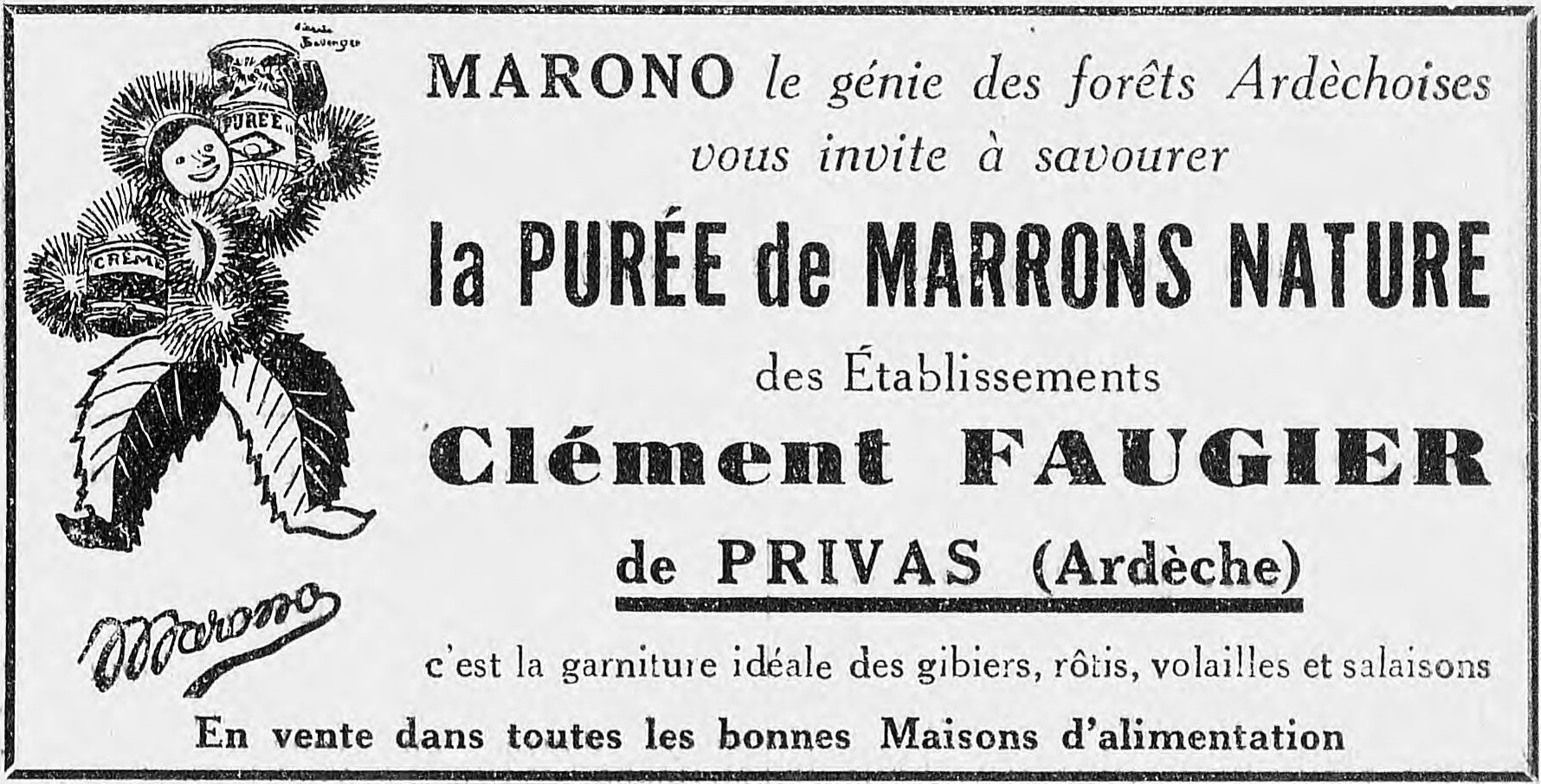
Publicité pour la purée de marrons nature des établissements Clément Faugier de Privas.

Fondée en 1882, l'entreprise Clément Faugier est à l'origine de la crème de marrons qui a longtemps contribué à la notoriété de l'Ardèche et de Privas.

#### Secteur commercial
La ville compte de nombreuses entreprises commerciales dans le domaine de la grande distribution, notamment en centre-ville mais aussi en périphérie, le principal centre commercial étant situé sur le territoire de la commune voisine d'Alissas.

#### Secteur touristique
La ville héberge un office du tourisme, situé en centre-ville et dénommé Privas Centre-Ardèche géré par la communauté d'agglomération

##### Hébergement
Un terrain de camping est situé sur le territoire de la commune. Celui-ci situé près de l'Ouvèze présente un ensemble de 166 emplacements dont 110 places libres (véhicules et tentes)  et 56 équipements de locations (bungalows).
Privas compte un certain nombre d'hôtels et de résidence d'hébergement.

## Culture et patrimoine

### Patrimoine architectural

#### Monuments historiques

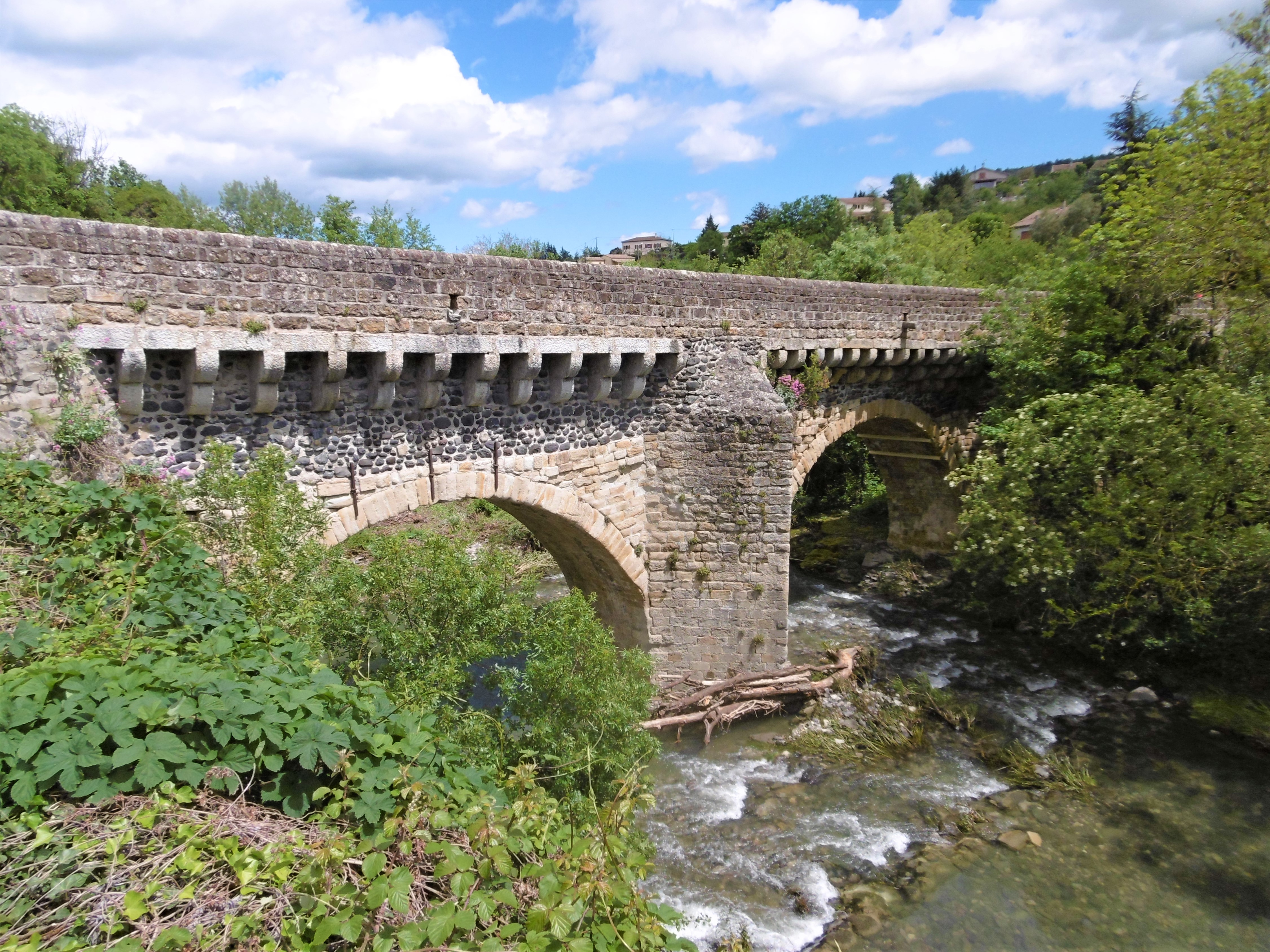
Pont dit « Pont Louis XIII » sur l'Ouvèze en mai 2021.

Privas compte trois monuments historiques sur son territoire.
- Le pont sur l'Ouvèze dit de Louis XIII est classé au titre des monuments historiques par arrêté du 9 mars 1923[79].
- Une borne milliaire gallo-romaine est classée au titre des monuments historiques par arrêté du 26 septembre 1903[80].
- La Tour Diane de Poitiers, dont la porte et tourelle d'escalier sont inscrits au titre des monuments historiques par arrêté du 5 avril 1935[81].

#### Autres monuments
- La porte aux Diamants (Hôtel du Dauphin).
- Le monument aux morts communal avec son piédestal surmonté représente par la statue d'un Poilu blessé et tenant entre ses bras le drapeau français[82].
- Le hameau médiéval de la Tour du Lac.
- Le beffroi de la mairie, deuxième plus haut beffroi du Sud de la France.

#### Édifices religieux
La ville abrite de nombreux édifices religieux.

##### Couvent des Récollets de Privas
le couvent des Récollets de Privas est situé place des Récollets, a été construit sous le règne de Louis XIV. En 1790, la chapelle de ce couvent est le siège du tribunal révolutionnaire. Au fil du temps, le couvent sera successivement transformé en lieu de vote, en caserne, en poudrière puis une prison. En 1827, le couvent est aménagé en collège dirigé par les père basiliens, puis laïcisé en 1872. La chapelle reste en fonction durant cette période, puis ferme en 1966. Depuis 1980, celle-ci dispose d'une importante collection d'art religieux du XIXe siècle.

##### Calvaire du Montoulon
Le site du Montoulon, quelquefois retranscrit « Mont-Toulon » ou « Mont Toulon » abrite notamment la chapelle Notre-Dame-des-Douleurs, située sur le sentier qui mène au sommet de la colline est la propriété de la congrégation Sainte-Marie de l'Assomption, ainsi que le calvaire du Montoulon, également propriété de cette congrégation, domine la ville avec ses trois croix monumentales. La Pietà monumentale, sculpture de Carlo Sarrabezolles (1955).

##### Les deux églises saint Thomas
- l'ancienne église Saint-Thomas :

cette ancienne église date du XVIIe siècle. Désaffectée lors de la construction de l'actuelle église paroissiale à la fin du XIXe siècle. Depuis sa désaffectation, elle a servi de théâtre (« Odéon »), de cinéma, puis de médiathèque municipale, fonction qu'elle remplit encore en 2020.
- la nouvelle église Saint-Thomas :

construite en 1884 dans le style néo-roman, elle remplace l'ancienne église paroissiale de Privas.

##### Chapelle de l'hôpital psychiatrique Sainte-Marie de Privas
Cette chapelle, située dans l'hôpital psychiatrique, cours du Temple, date du XIXe siècle qui sera conservée après les travaux de rénovation des bâtiments hospitaliers prévus en 2019.

##### Autres bâtiments religieux
- le temple protestant, cours du Temple. Édifié entre 1821 et 1823, un clocher est ajouté au milieu du XIXe siècle.
- l'église évangélique, avenue de Grosjeanne.
- la salle du royaume des témoins de Jéhovah, boulevard du Vivarais.

Photos de quelques monuments civils et religieux de Privas
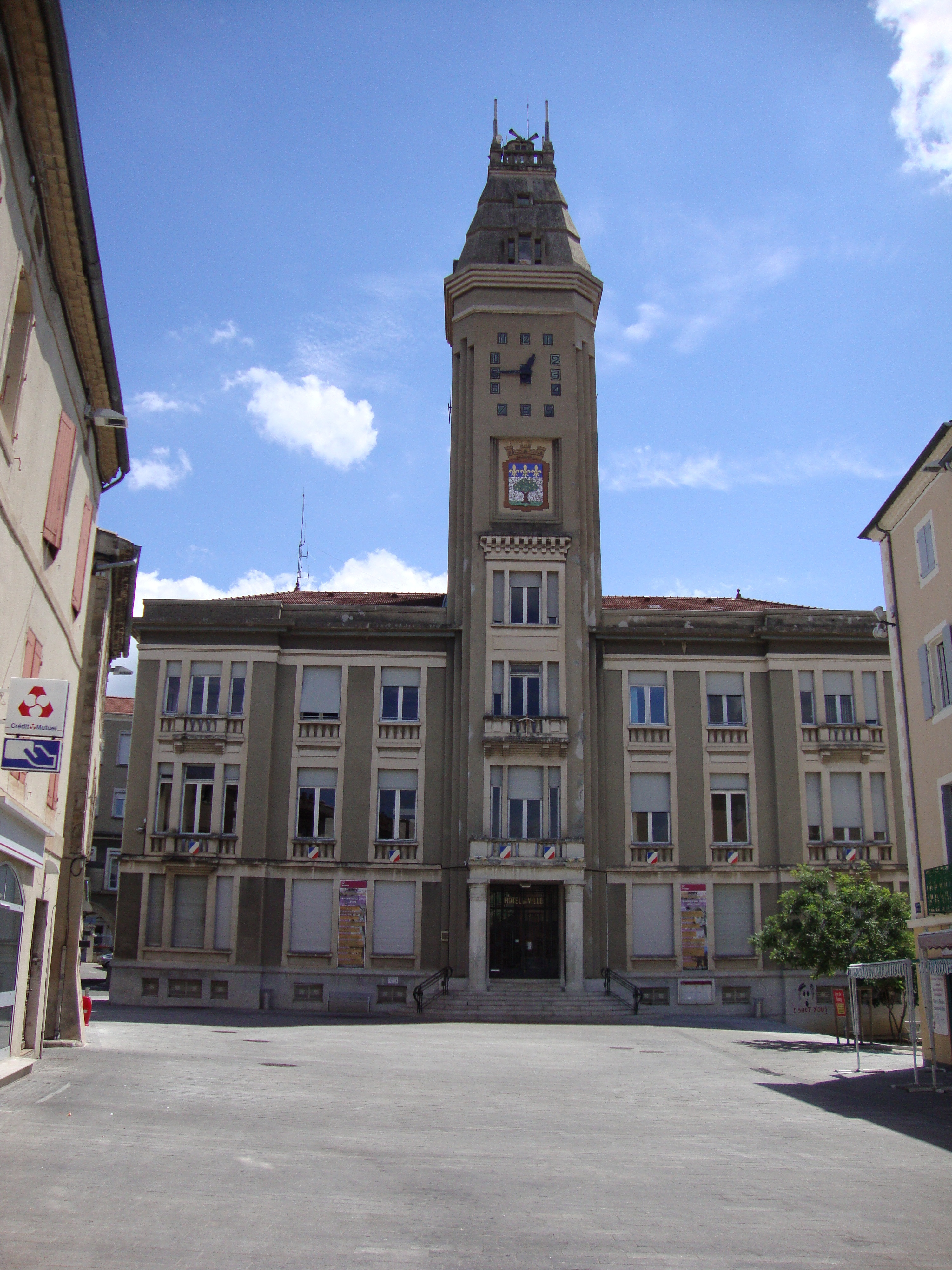
Hôtel de ville (1937).
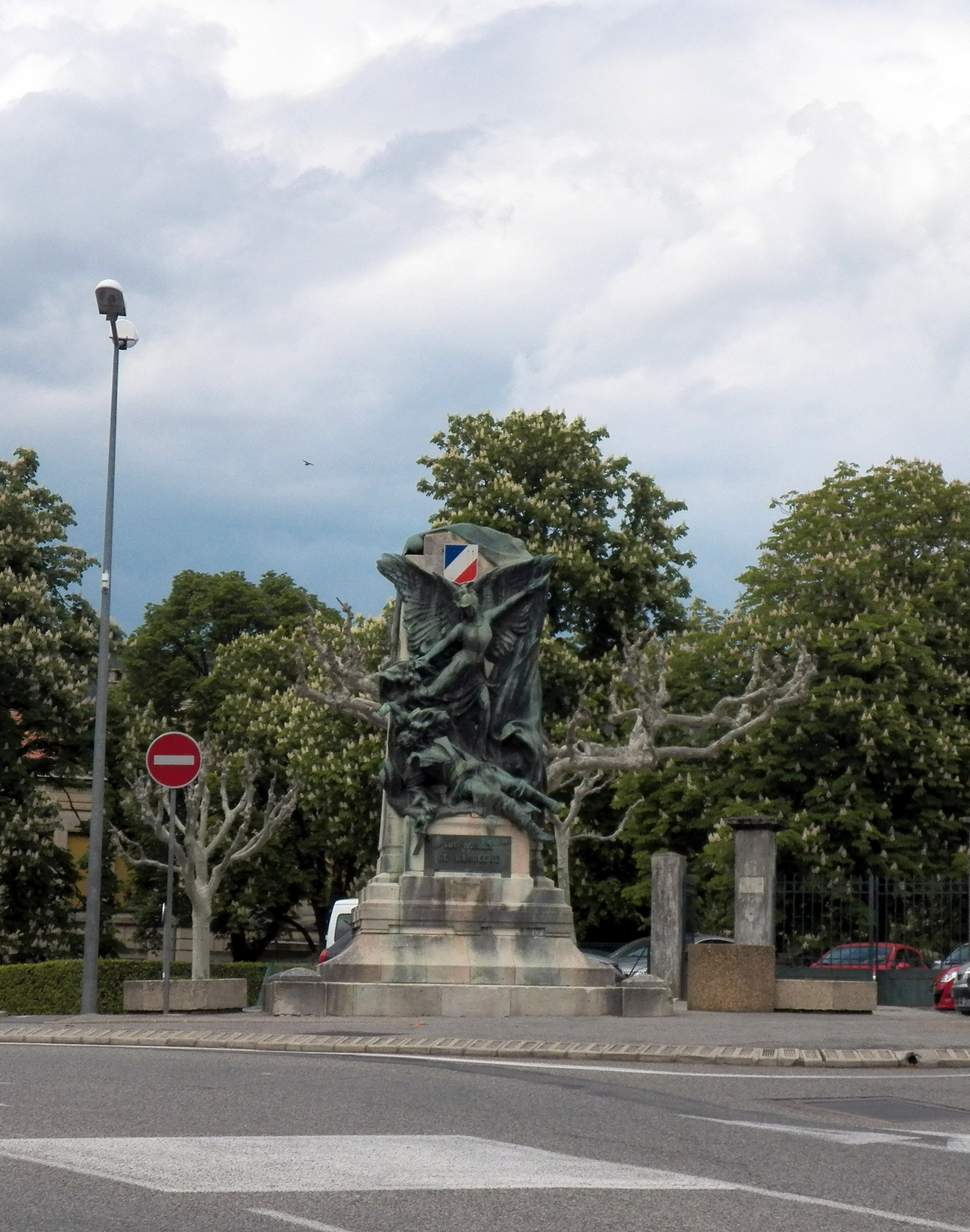
Monument aux Mobiles de l'Ardèche.
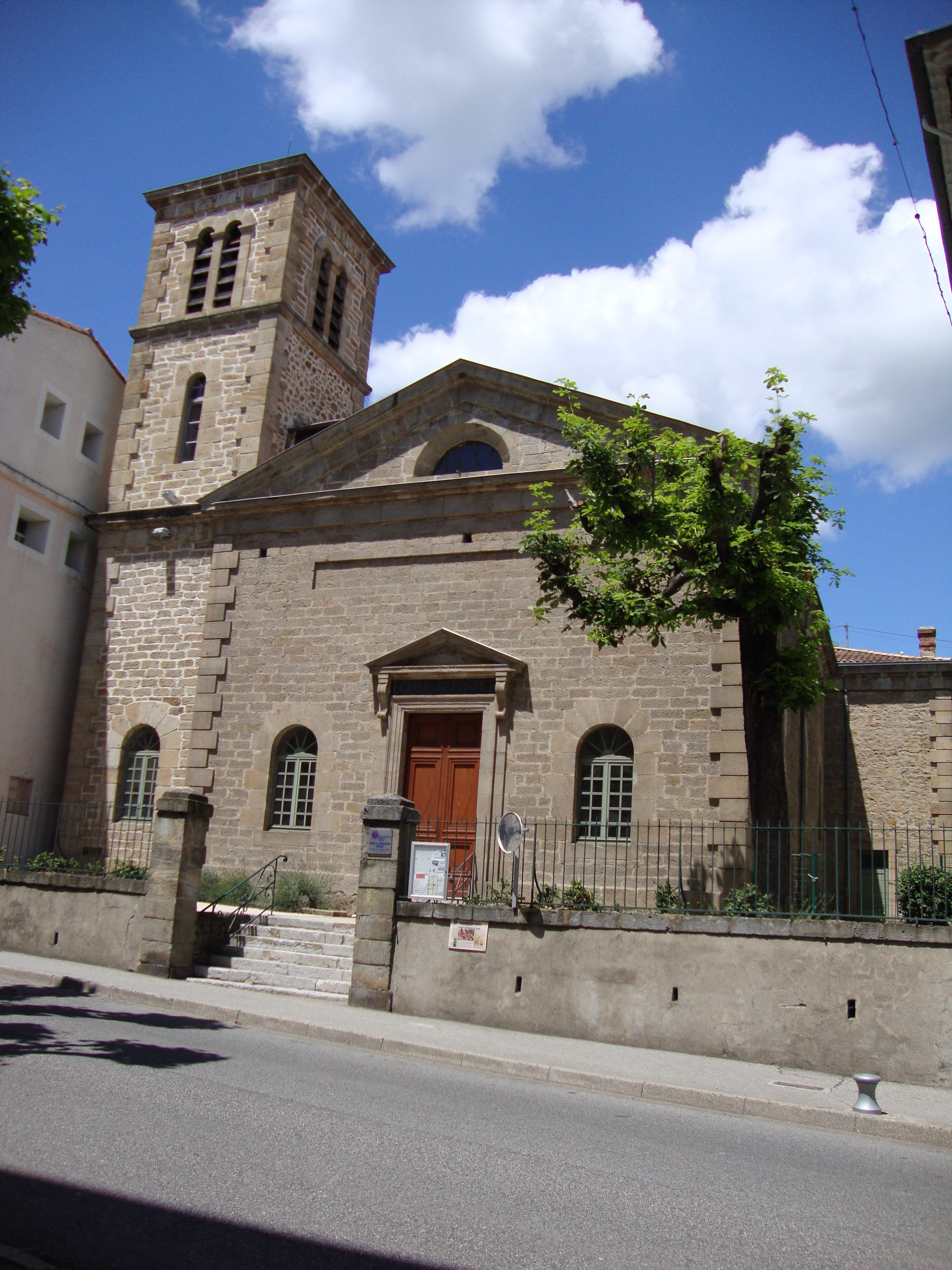
Le temple protestant.
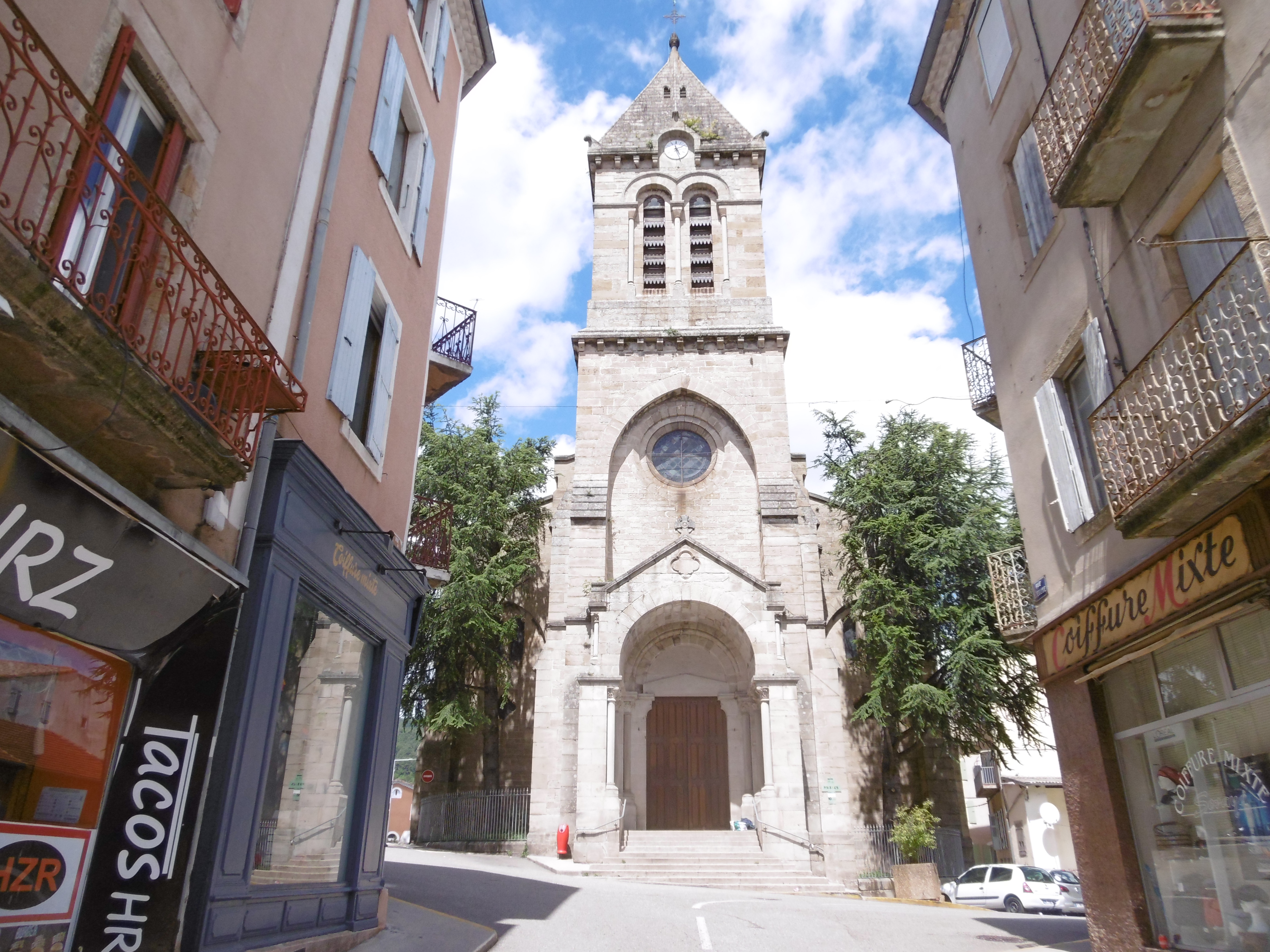
Église Saint-Thomas.
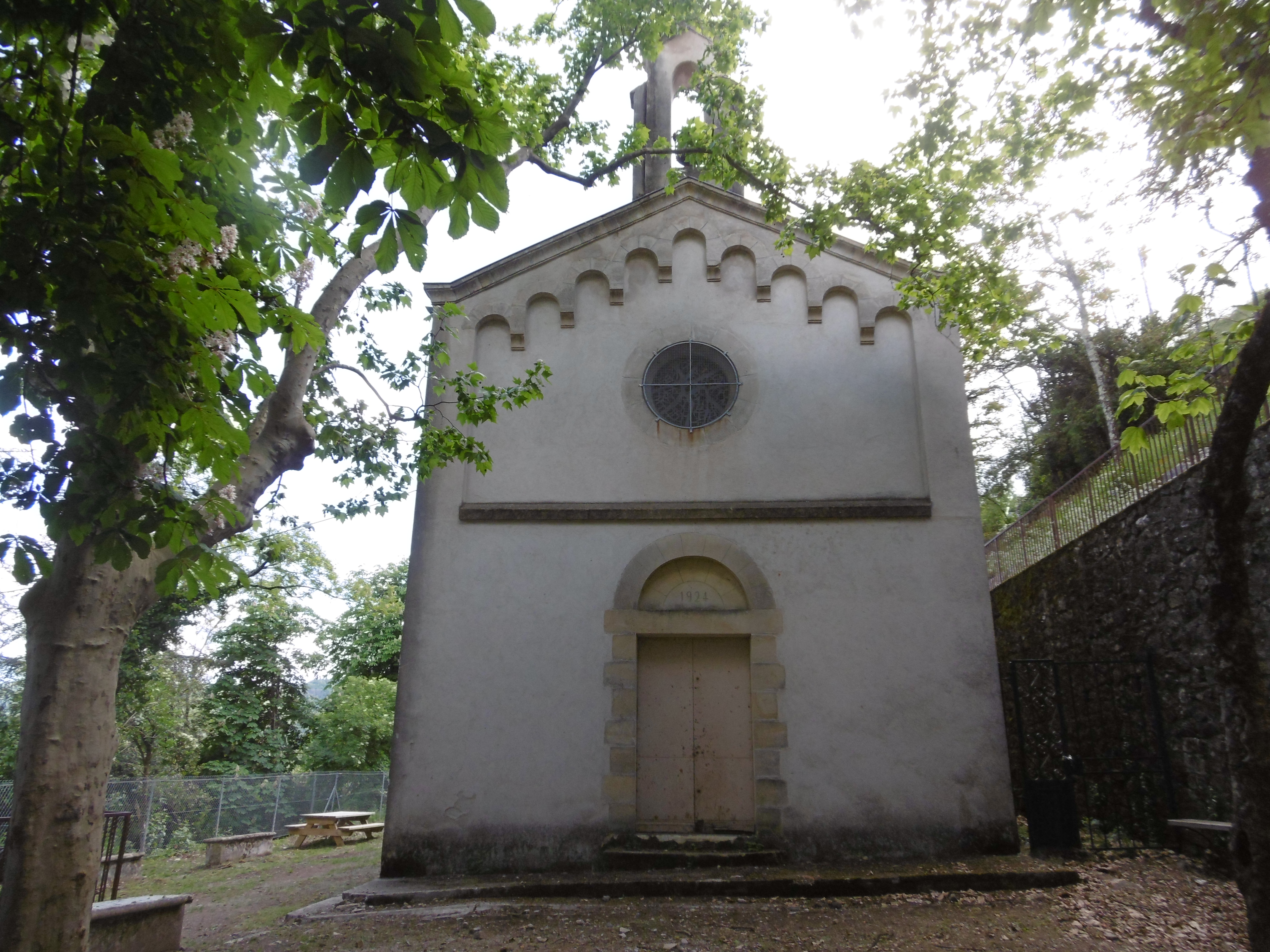
Chapelle Notre-Dame-des-Douleurs.
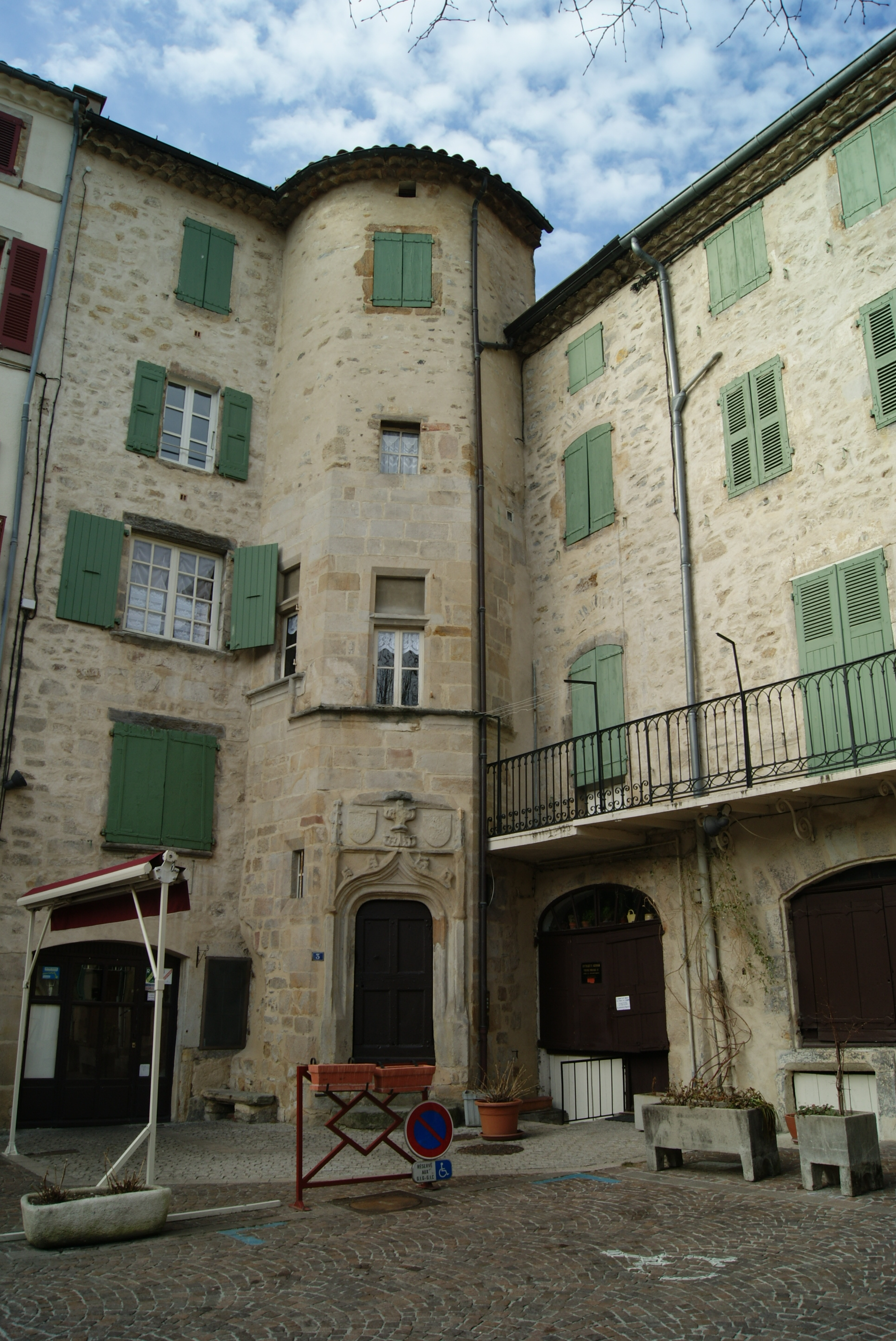
La Tour de Diane de Poitiers.
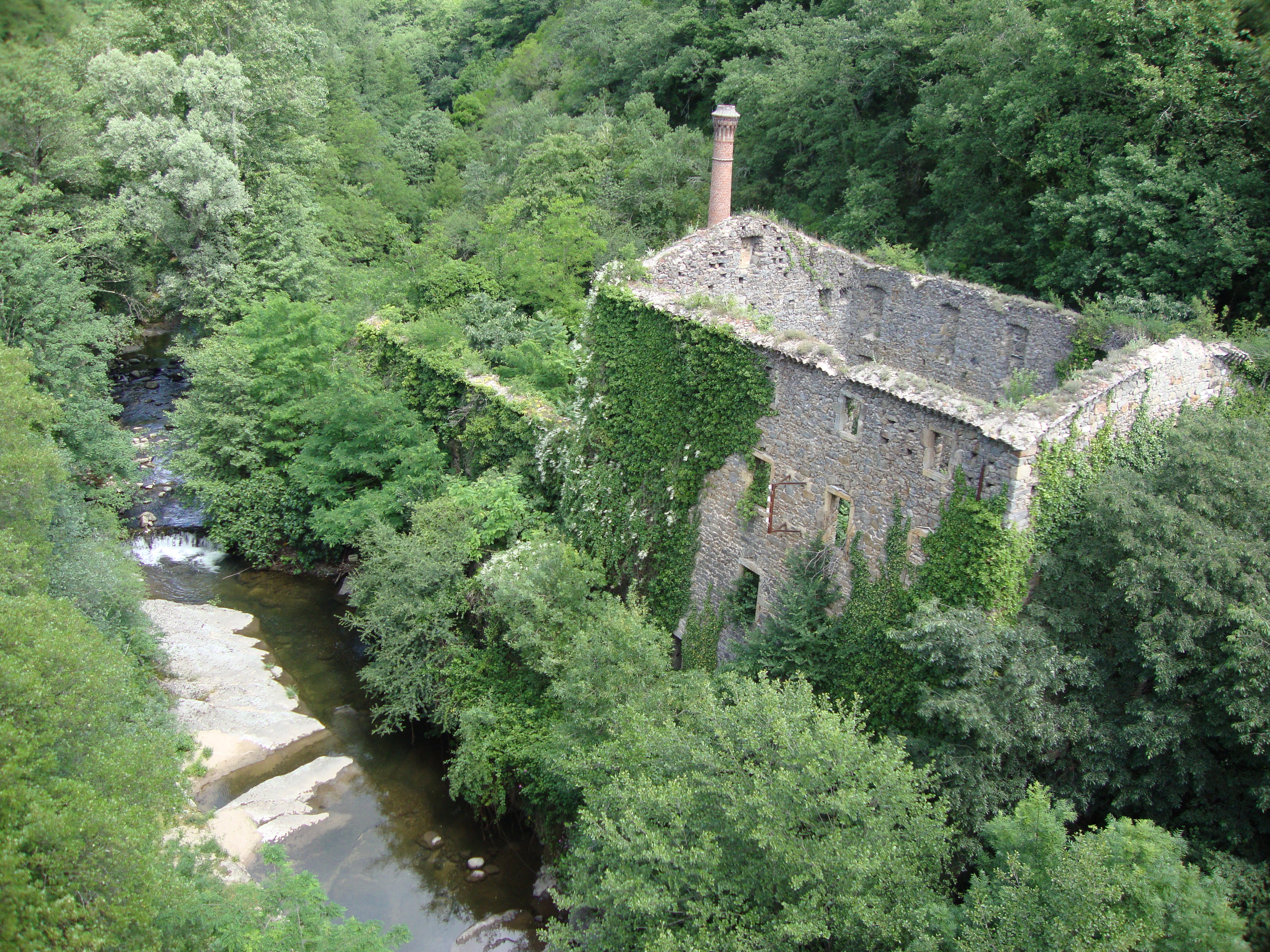
Moulin-usine en ruine au bord du Mézayon.
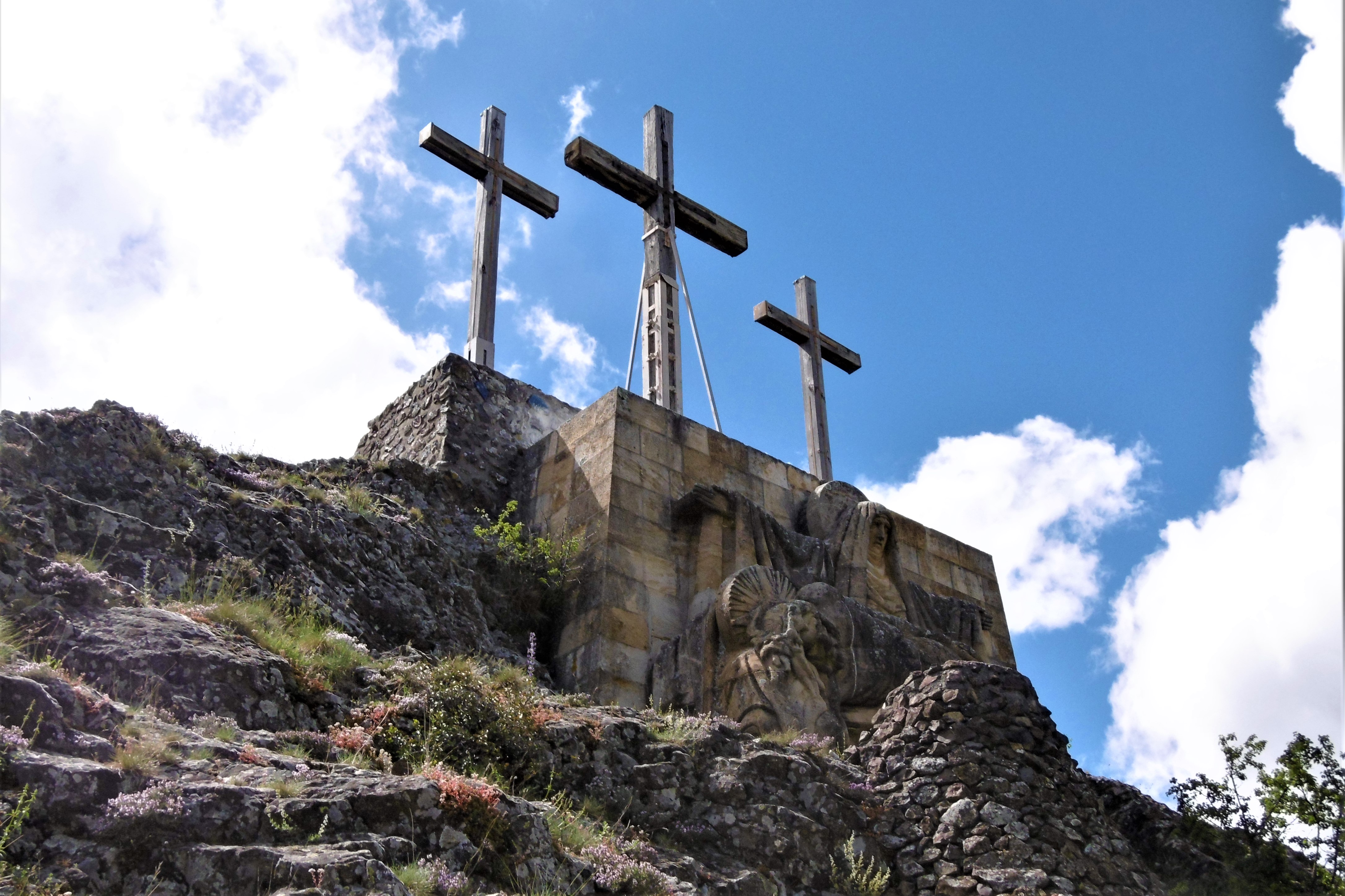
Belvédère du Mont Toulon (ou site du Montoulon).

### Patrimoine naturel
Bien que non située dans le périmètre du parc, la ville de Privas est une des villes-portes du parc naturel régional des Monts d'Ardèche.
La forêt communale de Privas s'étend sur une surface d'environ 32 hectares.

### Patrimoine et tradition orales

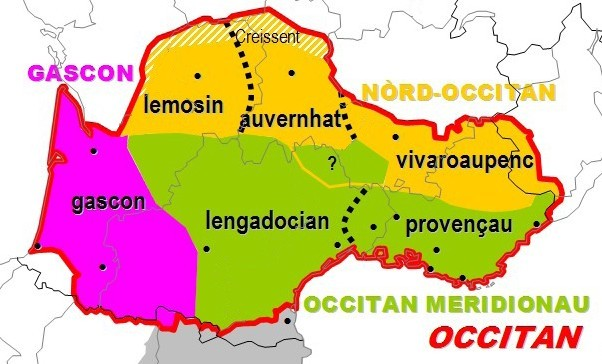
Zone du vivaro-alpin (Pierre Bec).

Linguistiquement et historiquement, le territoire de Privas est situé dans la zone linguistique du Vivaro-alpin, variété du nord-occitan qui est utilisé dans la majeure partie de l'Ardèche, dans les Alpes du Sud en France et dans les vallées orientales du Piémont, en Italie.

### Manifestation culturelle
- Le Festival national d'archéologie

organisée entre 2006 et 2009, le Festival national d'archéologie de Privas (FNAP) est une manifestation nationale, organisée par l'association CARTA (Carte Archéologique et Recherche en Terre d'Ardèche) en partenariat avec l'Inrap et la ville de Privas. Celle-ci se présente comme un espace de rencontre entre professionnels et amateurs autour d'un thème archéologique, mais également un lieu de promotion de l'archéologie auprès du grand public.
En 2009, cette manifestation s'est déroulée du 19 au 26 avril avec comme thème « L’art des mets, l’archéologie dresse le couvert ».

### Patrimoine culinaire

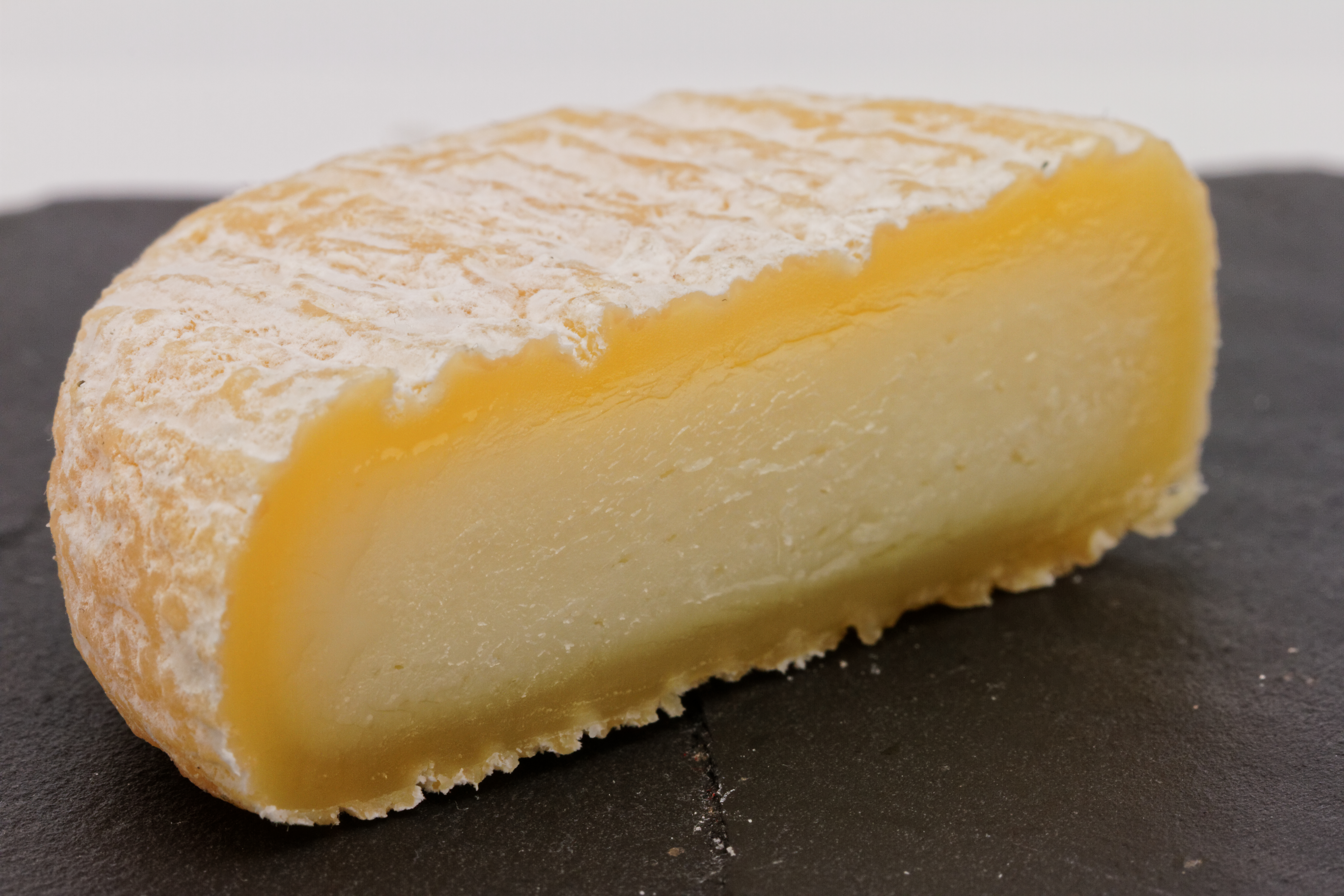
Picodon.

Privas est situé au cœur du Vivarais (aujourd'hui, l'Ardèche), région très renommée pour ses spécialités culinaires dont de nombreuses spécialités de charcuterie (jambon, saucisson, saucisse d'herbe), la bombine, la crique ainsi que différentes types de fromages sans oublier les desserts et la confiserie tels que le pain-coing et surtout les préparations à base de châtaigne, appellation d'origine contrôlée depuis 2006 qui au-delà de la distribution et la consommation de ce fruit, a permis la production de confiserie et de crèmes.

#### Marrons glacés et crème de marron
En France, la première fabrique de marrons glacés a été installée à Privas par l'entrepreneur Clément Faugier, en 1882, afin d'utiliser une matière première importante en Ardèche, présenté comme un département grand producteur de châtaignes. Cette année-là, Clément Faugier met au point une méthode de production industrielle et trois ans plus tard, celui-ci décide de récupérer les brisures de marrons glacés afin de créer la crème de marrons de l'Ardèche.

#### Fromages
Le picodon est un fromage souvent présenté comme un emblème « culinaire de l'Ardèche ». Le 20 octobre 2019, sur le marché des Castagnades de Privas, les lauréats ardéchois au concours de fromage de France ont été récompensés et un éleveur caprin résident à Gourdon (commune riveraine de Privas), a reçu la médaille d’or pour son picodon.

### Personnalités liées à la commune

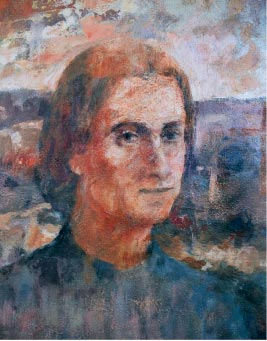
Pierre Vigne, fondateur des Sœurs du Saint Sacrement de Valence.

- Pierre Vigne (1670-1740), prêtre, né à Privas ;
- Jean-Antoine Breton (1775-1836), menuisier né à Privas, qui participe à la mise au point à Lyon du métier Jacquard ;
- Jean-Jacques Vacheresse (1787-1875), homme politique, député de l'Ardèche de 1849 à 1851, né à Privas.
- Albin Mazon (1828-1908), médecin devenu journaliste (inhumé à Privas, père de l'helléniste Paul Mazon) ;
- Albin Meyssat (1844-1892), peintre, élève de Gérôme, né à Privas ;
- Albert Le Roy (1856-1905), écrivain, député de la 1re circonscription de Privas de 1904 à 1905 ;

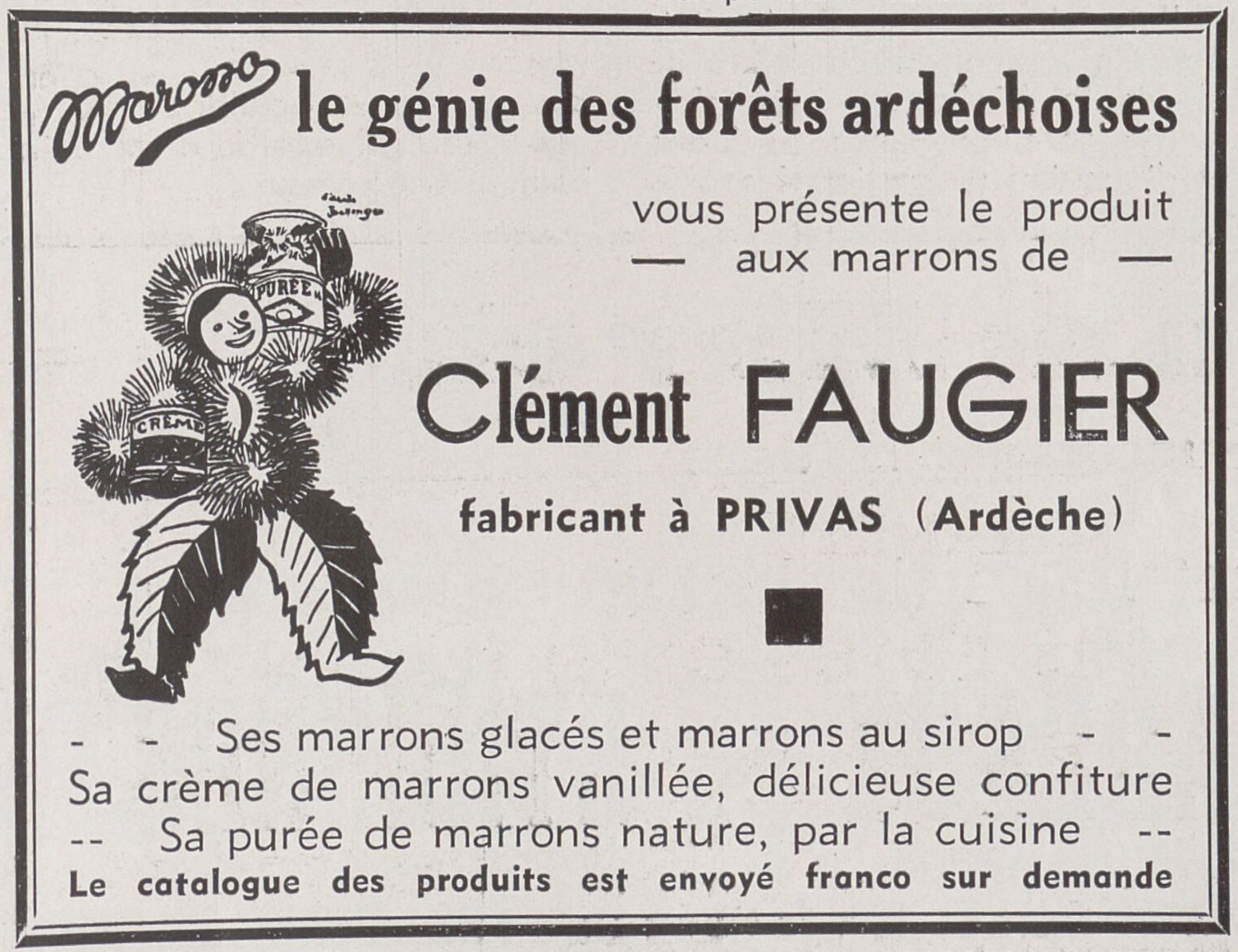
Publicité pour les produits aux marrons des établissements Clément Faugier de Privas.

- Clément Faugier (1861-1941) industriel et homme politique français, maire de Privas entre 1924 et 1935 et créateur d'une marque de fabrication industrielle de produits à base de châtaignes ;
- Paul Mazon (1874-1955), helléniste (né à Privas, fils d'Albin Mazon) ;
- Élie Reynier (1875-1953), historien et archiviste ;
- Marcel-François Astier (1885-1947), homme politique ;
- Georges Charensol (1899-1995), journaliste français, critique d'art, littéraire et de cinéma ;
- Henri Aubert (1905-1974), né à Privas, angliciste, traducteur ;
- Pierre-Marie Chaix (1908-2005), homme politique ;
- Francis Vian (1917-2008), helléniste (né à Privas) ;
- Pierre Broué (1926-2005), historien ;
- Amédée Imbert (1926-2014), homme politique ;
- Jacques Dupin (1927-2012), écrivain et poète ;
- Alain Planet (né en 1948), évêque de Carcassonne et Narbonne ;
- Patrick Tort (né en 1952), éminent spécialiste français de Darwin ;
- Hervé Saulignac (né en 1970, député de la 1re circonscription de l'Ardèche depuis 2017 ;
- Cyril Théréau (né en 1983), footballeur (né à Privas) ;
- Anne-Marie Desplat-Duc, écrivaine (née à Privas).

### Privas dans les arts

#### Dans la littérature
- La dame de Privas par Anne-Marie Desplat-Duc, éditions La Mirandole 1990  (ISBN 9782904368035).
- Les Folies de Tess par IllegalPoetry, publié sur Wattpad, début de publication le 2 Février 2019 et fin de publication le 16 Juin 2020.

#### Au cinéma et à la télévision
Films
- 1976 : Le Juge et l'Assassin de Bertrand Tavernier

Dans ce film, le juge Rousseau qui doit enquêter sur l'affaire concernant Joseph Bouvier est installé au tribunal de Privas. Ce film permet de découvrir de nombreux paysage de la région de Privas et d'Aubenas.
- 2018 : Tout ce qu'il me reste de la révolution de Judith Davis

Certaines séquences ont été tournées sur le marché de Privas.
Téléfilms
- 2021 : La Fille dans les bois de Marie-Hélène Copti (téléfilm)

Dans ce téléfilm, certaines vues permettent de découvrir la façade et l'entrée de la Maison d'arrêt de Privas.

### Héraldique
| Blason de Privas | Blason  | D'argent au chêne terrassé de sinople, englanté d'or, au chef d'azur chargé de trois fleurs de lys d'or. Devise / CriCelle que la violence a détruite, sa propre énergie l'a ressuscitée. |
| Blason de Privas | Détails | Le statut officiel du blason reste à déterminer. |